# Liste des séries parues dans le Weekly Shōnen Sunday
Cette page annexe liste l'ensemble des séries de manga étant ou ayant été prépubliées dans le magazine hebdomadaire Weekly Shōnen Sunday de l'éditeur Shōgakukan. Lancé en juillet 1959, De nombreux mangakas prestigieux comme Osamu Tezuka, Rumiko Takahashi ou Mitsuru Adachi ont vu leurs séries prépubliés dans le Sunday.

## Mode d'emploi et cadre de recherche
- Le tableau est triable.
  - Le tableau est, par défaut, affiché dans l'ordre d'apparition. Les 1re et 5e colonnes (« No  » et « Première publication ») trient dans le même ordre.
  - Les séries en cours apparaissent en fin de tableau si le tri est effectué selon la 6e colonne. Elles sont triées entre elles par ordre de première publication.
  - Des clés de tri en hiragana sont utilisées pour la 2de colonne.
  - Les 7e et 8e colonnes disposent d'un système de clés de tri afin de ne pas avoir de diacritique.
- Les 5e et 6e colonnes sont sous la forme « aaaa.nn » où « aaaa » désigne l'année et « nn » le numéro de la publication à prendre en compte.
  - S'il s'agit d'un numéro double, il apparait sous la forme « aaaa.nn/NN » où NN désigne le second numéro.
  - Une balise d'appel de références est automatiquement créée pour chaque année utilisée dans le tableau, il est toutefois nécessaire de créer la référence correspondante en fin de page.
- Deux couleurs sont utilisées dans le tableau pour signaler les manga en cours de publication lors de la dernière mise à jour :

|  | Manga en cours de publication le 14 octobre 2022 ; |

|  | Manga transféré dans un autre magazine et encore en cours de publication le 14 octobre 2022. |

- La 4e colonne (« Titre français ») n'est remplie que s'il existe un titre officiel en français choisi par un éditeur francophone.
- Les liens vers les articles en français se font dans la 4e colonne si elle est remplie, dans la 3e sinon.
- Les liens vers les articles en japonais n'existent que si l'article existe.
- Chaque année, groupe de hiragana ou lettre dispose d'une ancre. Après avoir trié selon ses désirs le tableau, il est possible de faire une recherche grâce au cadre ci-dessous.

| Type                    | Type                    | Liens | Pour les colonnes                               |
| ----------------------- | ----------------------- | --- | ----------------------------------------------- |
| Par ordre chronologique | Par ordre chronologique | - 1959 1960 - 1961 - 1962 - 1963 - 1964 - 1965 - 1966 - 1967 - 1968 - 1969 1970 - 1971 - 1972 - 1973 - 1974 - 1975 - 1976 - 1977 - 1978 - 1979 1980 - 1981 - 1982 - 1983 - 1984 - 1985 - 1986 - 1987 - 1988 - 1989 1990 - 1991 - 1992 - 1993 - 1994 - 1995 - 1996 - 1997 - 1998 - 1999 2000 - 2001 - 2002 - 2003 - 2004 - 2005 - 2006 - 2007 - 2008 - 2009 2010 - 2011 - 2012 - 2013 - 2014 - 2015 - 2016 - 2017 - 2018 - 2019 2020 - 2021 - 2022 | No , Première publication, Dernière publication |

## Liste
| No    | Titre japonais                             | Transcription                                          | Titre français                                 | Première publication | Dernière publication | Auteur (Dessinateur)                | Scénariste                   |
| ----- | ------------------------------------------ | ------------------------------------------------------ | ---------------------------------------------- | -------------------- | -------------------- | ----------------------------------- | ---------------------------- |
| 000 c | んんん                                     | zzzzz                                                  | 1959                                           | 1959.00              | 1959.00              | zzzzz                               | zzzzz                        |
| 001   | スポーツマン金太郎                         | Sportsman Kintaro                                      | —                                              | 1959.01              | 1963.45              | Hiro Terada                         | —                            |
| 002   | スリル博士                                 | Dr. Thrill                                             | —                                              | 1959.01              | 1959.23              | Osamu Tezuka                        | —                            |
| 003   | 宇宙少年トンダー                           | Uchuu Shonen Tonda                                     | —                                              | 1959.01              | 1959.29              | Ryuichi Yokoyama                    | —                            |
| 004   | 海の王子                                   | Umi no Ouji                                            | —                                              | 1959.01              | 1961.14              | Fujiko Fujio                        | Aoi Takagaki                 |
| 005   | ローンレンジャー                           | The Lone Ranger                                        | —                                              | 1959.01              | 1959.23              | Tsuneo Yamada                       | —                            |
| 006   | まぼろし大将                               | Maboroshi Taisho                                       | —                                              | 1959.09              | 1959.20              | Katsumi Mashiko                     | —                            |
| 007   | トンカツちゃん                             | Tonkatsu-chan                                          | —                                              | 1959.20              | 1959.30              | Shotaro Ishinomori                  | —                            |
| 008   | 快球Xあらわる!!                            | Kaikyuu x Arawaru!!                                    | —                                              | 1959.21              | 1961.38              | Katsumi Mashiko                     | Toto Mashu                   |
| 009   | 0マン                                      | Zero Man                                               | —                                              | 1959.24              | 1960.50              | Osamu Tezuka                        | —                            |
| 010   | 隆一夜ばなし                               | Ryuichi Yoru Banashi                                   | —                                              | 1959.30              | 1960.13              | Ryuichi Yokoyama                    | —                            |
| 011   | ダイナミック3                              | Dynamic 3                                              | —                                              | 1959.33              | 1960.02              | Shotaro Ishinomori                  | —                            |
| 011 c | んんん                                     | zzzzz                                                  | 1960                                           | 1960.00              | 1960.00              | zzzzz                               | zzzzz                        |
| 012   | かけだせダッシュ                           | Kakedaze Dash                                          | —                                              | 1960.03              | 1960.21              | Shotaro Ishinomori                  | —                            |
| 013   | 電光レッド                                 | Denko Red                                              | —                                              | 1960.14              | 1960.30              | Kinda Kaneda                        | —                            |
| 014   | トンカチむすこ                             | Tonkachi Musuko                                        | —                                              | 1960.14              | 1960.40              | Sanpei Wachi                        | —                            |
| 015   | やりくり天国                               | Yarikuri Tengoku                                       | —                                              | 1960.14              | 1960.28              | Kazuo Maekawa                       | Kobako Hanato                |
| 016   | 背番号0物語                                | Seibangou 0 Monogatari                                 | —                                              | 1960.17              | 1960.52              | Hiro Terada                         | —                            |
| 017   | ピンクちゃん                               | Pink-chan                                              | —                                              | 1960.22              | 1961.06              | Shiro Mihara                        | —                            |
| 018   | 疾風影太郎                                 | Shippo Eitaro                                          | —                                              | 1960.28              | 1960.52              | Satoru Ozawa                        | Tsunayoshi Takeuchi          |
| 019   | ぼくはジョンべえ                           | Boku wa Jonbe he                                       | —                                              | 1960.29              | 1960.52              | Jirou Tsunoda                       | —                            |
| 020   | キャプテンKen                              | Captain Ken                                            | —                                              | 1960.41              | 1960.52              | Osamu Tezuka                        | —                            |
| 021   | コンちゃん                                 | Kon-chan                                               | —                                              | 1960.51              | 1961.34              | Hiroshi Ishikawa                    | —                            |
| 021 c | んんん                                     | zzzzz                                                  | 1961                                           | 1961.00              | 1961.00              | zzzzz                               | zzzzz                        |
| 022   | ブンブン                                   | Bun Bun                                                | —                                              | 1961.01              | 1961.07              | Sanpei Wachi                        | —                            |
| 023   | 崑ちゃん捕物帖                             | Kon-chan Torimonocho                                   | —                                              | 1961.08              | 1961.36              | Kazuo Maekawa                       | Kobako Hanato                |
| 024   | 伊賀の影丸                                 | Iga no Kagemaru                                        | —                                              | 1961.14              | 1966.39              | Mitsuteru Yokoyama                  | —                            |
| 025   | 少年ケニヤ                                 | Shonen Kenia                                           | —                                              | 1961.14              | 1962.15              | Kyuta Ishikawa                      | Soji Yamakawa                |
| 026   | 白いパイロット                             | Shiroi Pilot                                           | —                                              | 1961.35              | 1962.26              | Osamu Tezuka                        | —                            |
| 027   | こんちゃーすボン太郎                       | Konchaasu Bon Taro                                     | —                                              | 1961.39              | 1962.12              | Katsumi Mashiko                     | Toto Mashu                   |
| 028   | 宇宙警備隊                                 | Uchuu Keibitai                                         | —                                              | 1961.49              | 1962.15              | Mitsuteru Yokoyama                  | —                            |
| 028 c | んんん                                     | zzzzz                                                  | 1962                                           | 1962.00              | 1962.00              | zzzzz                               | zzzzz                        |
| 029   | トンガ・シリーズ                           | Tonga Series                                           | —                                              | 1962.04              | 1962.14              | Gozomu Kaga                         | —                            |
| 030   | ビッグ・1                                  | Big 1                                                  | —                                              | 1962.12              | 1962.29              | Fujiko Fujio                        | —                            |
| 031   | 翔けろ天馬                                 | Kakero Tenba                                           | —                                              | 1962.15              | 1962.42              | Hisashi Sekiya                      | —                            |
| 032   | おそ松くん                                 | Osomatsu-kun                                           | —                                              | 1962.16              | 1969.15              | Fujio Akatsuka                      | —                            |
| 033   | 勇者ダン                                   | Brave Dan                                              | —                                              | 1962.29              | 1962.52              | Osamu Tezuka                        | —                            |
| 034   | ちびっこ町長                               | Chibikko Chocho                                        | —                                              | 1962.41              | 1962.52              | Sanpei Wachi                        | —                            |
| 035   | 大空のちかい                               | Ozora no Chikai                                        | —                                              | 1962.45              | 1964.19              | Ippei Kuri                          | —                            |
| 035 c | んんん                                     | zzzzz                                                  | 1963                                           | 1963.00              | 1963.00              | zzzzz                               | zzzzz                        |
| 036   | がんばれ健太                               | Ganbare Kenta                                          | —                                              | 1963.01              | 1963.11              | Akio Ito                            | —                            |
| 037   | サブマリン707                              | Submarine 707                                          | —                                              | 1963.02              | 1965.41              | Satoru Osawa                        | —                            |
| 038   | 緑の無人島                                 | Midori no Mujinto                                      | —                                              | 1963.15              | 1963.29              | Kyuta Ishikawa                      | Yoichiro Minami              |
| 039   | 悪魔の音                                   | Akuma no Oto                                           | —                                              | 1963.17              | 1963.18              | Osamu Tezuka                        | —                            |
| 040   | バカンス小僧                               | Bakansu Kozo                                           | —                                              | 1963.28              | 1963.38              | Katsumi Mashiko                     | —                            |
| 041   | まぼろし分隊                               | Maboroshi Buntai                                       | —                                              | 1963.28              | 1963.41              | Shin Ehara                          | —                            |
| 042   | ロボットくん                               | Robot-kun                                              | —                                              | 1963.39              | 1963.52              | Koremitsu Maetani                   | —                            |
| 043   | 風の次郎吉                                 | Kaze no Jirokichi                                      | —                                              | 1963.42              | 1963.52              | Tsunayoshi Takeuchi                 | —                            |
| 044   | 暗闇五段                                   | Kurayami Godan                                         | —                                              | 1963.46              | 1964.31              | Hiro Terada                         | —                            |
| 044 c | んんん                                     | zzzzz                                                  | 1964                                           | 1964.00              | 1964.00              | zzzzz                               | zzzzz                        |
| 045   | いなずまエース                             | Inazuma Ace                                            | —                                              | 1964.01              | 1964.11              | Joji Enami                          | —                            |
| 046   | 吠えろ!レーサー                            | Hoero! Racer                                           | —                                              | 1964.02              | 1964.17              | Hisashi Sekiya                      | —                            |
| 047   | オバケのQ太郎                              | Obake no Q-taro                                        | —                                              | 1964.06              | 1966.51              | Fujiko Fujio                        | —                            |
| 048   | 鋼鉄人間シグマ                             | Kotetsu Ningen Shiguma                                 | —                                              | 1964.14              | 1965.3・4            | Koji Tsukamoto                      | Mitsuteru Yokoyama           |
| 049   | 九番打者                                   | Kyuban Dasha                                           | —                                              | 1964.27              | 1965.18              | Hiroshi Kaizuka                     | —                            |
| 050   | 闇の左近                                   | Yami no Sakon                                          | —                                              | 1964.27              | 1964.52              | Osamu Kishimoto                     | —                            |
| 051   | 虹の戦闘隊                                 | Niji no Sentotai                                       | —                                              | 1964.27              | 1964.43              | Toshio Shōji                        | —                            |
| 052   | ポケット歴史                               | Pocket Rikishi                                         | —                                              | 1964.43              | 1965.3・4            | Yutaka Yoshida                      | —                            |
| 053   | ブラック団                                 | Black Dan                                              | —                                              | 1964.44              | 1966.30              | Jirou Tsunoda                       | —                            |
| 053 c | んんん                                     | zzzzz                                                  | 1965                                           | 1965.00              | 1965.00              | zzzzz                               | zzzzz                        |
| 054   | スーパージェッター                         | Super Jetter                                           | —                                              | 1965.01              | 1966.02              | Fumio Hisamatsu                     | —                            |
| 055   | 俺はやるぞ                                 | Ore wa Yaruzo                                          | —                                              | 1965.02              | 1965.16              | Yoshiteru Takano                    | —                            |
| 056   | エムエム三太                               | MM Santa                                               | —                                              | 1965.05              | 1965.17              | Daisuke Sensa                       | —                            |
| 057   | べら坊                                     | Berabo                                                 | —                                              | 1965.17              | 1965.31              | Kenji Morita                        | —                            |
| 058   | ミラクルA                                  | Miracle A                                              | —                                              | 1965.19              | 1966.21              | Hiroshi Kaizuka                     | —                            |
| 059   | カムイ外伝                                 | The Legend of Kamui                                    | —                                              | 1965.21              | 1966.40              | Sanpei Shirato                      | —                            |
| 060   | W3 (ワンダー・スリー)                      | The Amazing 3                                          | —                                              | 1965.23              | 1966.18              | Osamu Tezuka                        | —                            |
| 061   | アタック拳                                 | Attack Kobushi                                         | —                                              | 1965.37              | 1965.46              | Noboru Kawasaki                     | —                            |
| 062   | おれの太陽                                 | Ore no Taiyo                                           | —                                              | 1965.40              | 1966.06              | Jirou Tsunoda                       | —                            |
| 063   | こりゃマイッ太                             | Korya My Futoshi                                       | —                                              | 1965.48              | 1966.21              | Sho Murotanitsune                   | —                            |
| 064   | キャプテン五郎                             | Captain Goro                                           | —                                              | 1965.51              | 1966.09              | Noboru Kawasaki                     | —                            |
| 064 c | んんん                                     | zzzzz                                                  | 1966                                           | 1966.00              | 1966.00              | zzzzz                               | zzzzz                        |
| 065   | 佐武と市捕物控                             | Sabu to Ichi Torimono Hikae                            | Sabu et Ichi                                   | 1966.                | 1968.                | Shotaro Ishinomori                  | —                            |
| 066   | 竜の旗                                     | Ryu no Hata                                            | —                                              | 1966.05              | 1966.40              | Mikiya Mochizuki                    | —                            |
| 067   | 死神博士                                   | Shinigami Hakase                                       | —                                              | 1966.11              | 1966.28              | Noboru Kawasaki                     | —                            |
| 068   | サンダーキッド                             | Thunder Kid                                            | —                                              | 1966.15              | 1966.30              | Fumio Hisamatsu                     | —                            |
| 069   | バンパイヤ                                 | The Vampires                                           | Vampires                                       | 1966.23              | 1967.19              | Osamu Tezuka                        | —                            |
| 070   | スター9                                    | Star 9                                                 | —                                              | 1966.25              | 1967.10              | Shin Ehara                          | —                            |
| 071   | 原人ビビ                                   | Genjin Bibi                                            | —                                              | 1966.31              | 1967.31              | Kyuta Ishikawa                      | —                            |
| 072   | 怪虫カブトン                               | Kaimushi Kabuton                                       | —                                              | 1966.35              | 1966.51              | Jirou Tsunoda                       | —                            |
| 073   | あばれ王将                                 | Abare Osho                                             | —                                              | 1966.41              | 1967.18              | Hiroshi Kaizuka                     | —                            |
| 074   | 仮面の忍者 赤影                            | Kamen no Ninja Akakage                                 | —                                              | 1966.45              | 1967.48              | Mitsuteru Yokoyama                  | —                            |
| 075   | 冒険ガボテン島                             | Boken Gaboten Shima                                    | —                                              | 1966.50              | 1967.49              | Fumio Hisamatsu                     | —                            |
| 075 c | んんん                                     | zzzzz                                                  | 1967                                           | 1967.00              | 1967.00              | zzzzz                               | zzzzz                        |
| 076   | 日の丸陣太                                 | Hi no Maru Jindai                                      | —                                              | 1967.01              | 1967.23              | Mikiya Mochizuki                    | —                            |
| 077   | 地獄くん                                   | Jikogu-kun                                             | —                                              | 1967.01              | 1967.07              | Sho Murotanitsune                   | —                            |
| 078   | パーマン                                   | Perman                                                 | —                                              | 1967.02              | 1967.44              | Fujiko F. Fujio                     | —                            |
| 079   | 青の6号                                    | Blue Submarine N°6                                     | —                                              | 1967.02              | 1967.45              | Satoru Ozawa                        | —                            |
| 080   | キャプテンウルトラ                         | Captain Ultra                                          | —                                              | 1967.08              | 1967.38              | Shunji Obata                        | —                            |
| 081   | アニマル1 (ワン)                           | Animal One                                             | —                                              | 1967.11              | 1968.35              | Noboru Kawasaki                     | —                            |
| 082   | グリグリ                                   | Guriguri                                               | —                                              | 1967.19              | 1967.47              | Jirou Tsunoda                       | —                            |
| 083   | ジャイアントロボ                           | Giant Robot                                            | —                                              | 1967.20              | 1968.10              | Mitsuteru Yokoyama                  | —                            |
| 084   | 弾丸児                                     | Danganko                                               | —                                              | 1967.28              | 1968.14              | Ippei Kuri                          | —                            |
| 085   | おらぁグズラだど                           | Oraa Guzura Dato                                       | —                                              | 1967.31              | 1968.28              | Rentaro Sakai                       | Hiroshi Sasagawa             |
| 086   | どろろ                                     | Dororo                                                 | Dororo                                         | 1967.35              | 1968.30              | Osamu Tezuka                        | —                            |
| 087   | あかつき戦闘隊                             | Akatasuki Sent?tai                                     | —                                              | 1967.46              | 1969.18              | Mitsuyoshi Sonoda                   | —                            |
| 088   | キャプテンスカーレット                     | Captain Scarlet                                        | —                                              | 1967.47              | 1968.27              | Joji Enami                          | Sachihiko Kitagawa           |
| 089   | もーれつア太郎                             | Mou Retsu Atarou                                       | —                                              | 1967.48              | 1970.27              | Fujio Akatsuka                      | —                            |
| 089 c | んんん                                     | zzzzz                                                  | 1968                                           | 1968.00              | 1968.00              | zzzzz                               | zzzzz                        |
| 090   | 21エモン                                   | 21-emon                                                | —                                              | 1968.01              | 1969.06              | Fujiko F. Fujio                     | —                            |
| 091   | ブルーゾーン                               | Blue Zone                                              | —                                              | 1968.06              | 1968.29              | Shotaro Ishinomori                  | —                            |
| 092   | 燃えろ仁王                                 | Moero Nio                                              | —                                              | 1968.07              | 1968.27              | Shinji Hama                         | Kazuya Fukimoto              |
| 093   | ドクター・ツルリ                           | Doctor Tsururi                                         | —                                              | 1968.12              | 1968.36              | Sho Murotanitsune                   | —                            |
| 094   | MJ                                         | MJ                                                     | —                                              | 1968.15              | 1968.43              | Masamichi Yokoyama                  | Tetsuo Kinjo                 |
| 095   | てなもんや一本槍                           | Tenamonya Ipponyari                                    | —                                              | 1968.16              | 1968.52              | Jirou Tsunoda                       | Toshio Kagawa                |
| 096   | 河童の三平                                 | Kappa no Sanpei                                        | —                                              | 1968.28              | 1969.46              | Shigeru Mizuki                      | —                            |
| 097   | ああ!!甲子園                               | Ah!! Koshien                                           | —                                              | 1968.29              | 1968.38              | Mitsuyoshi Sonoda                   | Yutaka Irie                  |
| 098   | ドカチン                                   | Dokachin                                               | —                                              | 1968.29              | 1969.11              | Rentaro Sakai                       | Tatsuo Yoshida               |
| 099   | 歌え!!ムスタング                           | Utae!! Mustang                                         | —                                              | 1968.30              | 1969.19              | Noboru Kawasaki                     | Kazuya Fukamoto              |
| 100   | 紅三四郎                                   | Kurenai Sanshiro                                       | —                                              | 1968.31              | 1968.47              | Tatsuo Yoshida & Ippei Kuri         | —                            |
| 101   | サスケ                                     | Sasuke                                                 | —                                              | 1968.32              | 1969.22              | Sanpei Shirato                      | —                            |
| 102   | 地球ナンバーV7                             | Chikyu Number V7                                       | —                                              | 1968.38              | 1969.13              | Mitsuteru Yokoyama                  | —                            |
| 102 c | んんん                                     | zzzzz                                                  | 1969                                           | 1969.00              | 1969.00              | zzzzz                               | zzzzz                        |
| 103   | ミニミニマンガ                             | '                                                      | —                                              | 1969.                | ?.                   | Hideo Azuma                         | —                            |
| 104   | 人喰鉄道                                   | Hitokui Tetsudo                                        | —                                              | 1969.03              | 1969.22              | Kyuta Ishikawa                      | Yukio Togawa                 |
| 105   | ウメ星デンカ                               | Ume-boshi no Denka                                     | —                                              | 1969.07              | 1969.35              | Fujiko Fujio                        | —                            |
| 106   | くたばれ!!涙くん                           | Kudabare!! Namida-kun                                  | —                                              | 1969.07              | 1970.45              | Isami Ishii                         | —                            |
| 107   | ターゲット                                 | Target                                                 | —                                              | 1969.20              | 1970.24              | Mitsuyoshi Sonoda                   | —                            |
| 108   | 泥んこ球場                                 | Doronko Kyujo                                          | —                                              | 1969.21              | 1969.30              | Joji Enami                          | Kazuo Fukumoto               |
| 109   | 闇の風                                     | Yami no Kaze                                           | —                                              | 1969.23              | 1969.41              | Shotaro Ishinomori                  | —                            |
| 110   | おろち                                     | Orochi                                                 | —                                              | 1969.25              | 1970.35              | Kazuo Umezu                         | —                            |
| 111   | デビルキング                               | Devil King                                             | —                                              | 1969.31              | 1970.17              | Takao Saito                         | —                            |
| 112   | 天才バカボン                               | Tensai Bakabon                                         | —                                              | 1969.35              | 1970.15              | Fujio Akatsuka                      | —                            |
| 113   | 源とツグミ                                 | Gen to Tsugumi                                         | —                                              | 1969.39              | 1969.・              | Haruo Koyama                        | Haruko Sumomo                |
| 114   | 誓いの旗                                   | Chikai no Hata                                         | —                                              | 1969.46              | 1970.19              | Takumi Nagayasu                     | Shiro Jinbo                  |
| 114 c | んんん                                     | zzzzz                                                  | 1970                                           | 1970.00              | 1970.00              | zzzzz                               | zzzzz                        |
| 115   | でっかでか                                 | Dekkadeka                                              | —                                              | 1970.01              | 1970.15              | Tsutomu Oyamada                     | —                            |
| 116   | 男どアホウ甲子園                           | Otoko do Aho Koshien                                   | —                                              | 1970.08              | 1975.09              | Shinji Mizushima                    | Mamoru Sasaki                |
| 117   | 銭ゲバ                                     | Zeni Geba                                              | —                                              | 1970.13              | 1971.06              | George Akiyama                      | —                            |
| 118   | GO!!豪!!ナンセンス                         | Go!! Go!! Nonsense                                     | —                                              | 1970.13              | 1970.28              | Go Nagai                            | —                            |
| 119   | CM野郎                                     | CM Yarou                                               | —                                              | 1970.16              | 1970.32              | Shotaro Ishinomori                  | —                            |
| 120   | グループ銀                                 | Group Gin                                              | —                                              | 1970.19              | 1970.48              | Takao Saito                         | —                            |
| 121   | 夜明けのマッキー                           | Yoake no Makki                                         | —                                              | 1970.21              | 1970.52              | Mikiya Mochizuki                    | —                            |
| 122   | とべない翼                                 | Tobenai Tsubasa                                        | —                                              | 1970.25              | 1971.17              | Sachio Umemoto                      | Hisao Maki                   |
| 123   | 高校さすらい派                             | Keiji Yoshitani                                        | —                                              | 1970.29              | 1970.                |                                     | Kai Takizawa                 |
| 124   | まろ                                       | Maro                                                   | —                                              | 1970.30              | 1971.27              | Go Nagai                            | —                            |
| 125   | ぶッかれ・ダン                             | Bukkare Dan                                            | —                                              | 1970.32              | 1971.13              | Fujio Akatsuka                      | —                            |
| 126   | ザ・色っぷる                               | The Shikippuru                                         | —                                              | 1970.41              | 1970.46              | Hideo Azuma                         | —                            |
| 127   | アゲイン                                   | Again                                                  | —                                              | 1970.43              | 1972.05              | Kazuo Umezu                         | —                            |
| 128   | ダメおやじ                                 | Dame Oyaji                                             | —                                              | 1970.43              | 1982.30              | Mitsutoshi Furuya                   | —                            |
| 128 c | んんん                                     | zzzzz                                                  | 1971                                           | 1971.00              | 1971.00              | zzzzz                               | zzzzz                        |
| 129   | ガラスの脳                                 | Glass no No                                            | —                                              | 1971.                | 1971.                | Osamu Tezuka                        | —                            |
| 130   | ケンカの聖書(バイブ)                       | Kenka no Bible                                         | —                                              | 1971.01              | 1971.53              | Isami Ishii                         | Ikki Kajiwara                |
| 131   | 烈火                                       | Rekka                                                  | —                                              | 1971.02              | 1971.33              | Takao Saito                         | —                            |
| 132   | 告白                                       | Kokuhaku                                               | —                                              | 1971.11              | 1971.21              | George Akiyama                      | —                            |
| 133   | 青春賭博                                   | Seishun Dobaku                                         | —                                              | 1971.17              | 1971.38              | Ryoichi Ikegami                     | Hisao Maki                   |
| 134   | 怪人ジャガーマン                           | Kaijin Jaguar Man                                      | —                                              | 1971.18              | 1971.27              | Monkey Punch                        | —                            |
| 135   | 速球屋                                     | Sokkyuya                                               | —                                              | 1971.22              | 1971.43              |                                     | —                            |
| 136   | タマガワ君                                 | Tamagawa-kun                                           | —                                              | 1971.23              | 1971.32              | Tsutomu Adachi                      | —                            |
| 137   | 旅立て!ひらりん                            | Tabidate! Hirarin                                      | —                                              | 1971.25              | 1971.35              | Tatsuhiko Yamagami                  | —                            |
| 138   | ズバ蛮                                     | Subahen                                                | —                                              | 1971.28              | 1971.53              | Go Nagai                            | —                            |
| 139   | はだしのブン                               | Hadashi no Bun                                         | —                                              | 1971.31              | 1971.49              | Shinji Nagashima                    | —                            |
| 140   | 鳩と桜                                     | Hato to Sakura                                         | —                                              | 1971.33              | 1971.47              | Takeshi Shinden                     | Kazuo Koike                  |
| 141   | 仙べえ                                     | Senbe                                                  | —                                              | 1971.37              | 1972.3・4            | Fujiko Fujio                        | —                            |
| 142   | レッツラゴン                               | Rettsuragon                                            | —                                              | 1971.37              | 1974.29              | Fujio Akatsuka                      | —                            |
| 143   | ゲゲゲの鬼太郎                             | GeGeGe no Kitaro                                       | Kitaro le repoussant                           | 1971.40              | 1971.53              | Shigeru Mizuki                      | —                            |
| 144   | あばれフブキ                               | Abare Fubuki                                           | —                                              | 1971.41              | 1971.53              | Mitsuyoshi Sonoda                   | Kai Takizawa                 |
| 145   | サイボーグエース                           | Cyborg Ace                                             | —                                              | 1971.44              | 1972.13              | Hideaki Kitano                      | Jacques Lacan                |
| 146   | チャレンジD                                | Challenge D                                            | —                                              | 1971.48              | 1972.14              | Motonori Okura                      | Toshiro Ishido               |
| 146 c | んんん                                     | zzzzz                                                  | 1972                                           | 1972.00              | 1972.00              | zzzzz                               | zzzzz                        |
| 147   | 日吉の城                                   | Hiyoshi no Shiro                                       | —                                              | 1972.01              | 1972.16              | Hiroshi Kaizuka                     | —                            |
| 148   | ダスト18                                   | Dust 18                                                | —                                              | 1972.02              | 1972.21              | Osamu Tezuka                        | —                            |
| 149   | ケダマン                                   | Kedaman                                                | —                                              | 1972.03·04           | 1972.45              | Go Nagai                            | —                            |
| 150   | 牙走り                                     | Kibahashiri                                            | —                                              | 1972.03·04           | 1972.32              | Takumi Nagayasu                     | Kazuo Koike                  |
| 151   | アラジンの息子                             | Arajin no Musuko                                       | —                                              | 1972.05              | 1972.17              | Mitsuyoshi Sonoda                   | Himiko Hicho                 |
| 152   | ザ・ムーン                                 | The Moon                                               | —                                              | 1972.14              | 1973.18              | George Akiyama                      | —                            |
| 153   | 流れ星サブ                                 | Nagareboshi Sub                                        | —                                              | 1972.15              | 1972.24              |                                     | —                            |
| 154   | 赤胴鈴之助                                 | Akado Suzunosuke                                       | —                                              | 1972.16              | 1972.35              | Tsunayoshi Takeuchi                 | —                            |
| 155   | 柔道讃歌                                   | Judo Sanka                                             | —                                              | 1972.21              | 1975.14              | Hiroshi Kaizuka                     | Ikki Kajiwara                |
| 156   | 駒が舞う                                   | Koma ga Mau                                            | —                                              | 1972.22              | 1973.30              | Yasuichi Oshima                     | —                            |
| 157   | 漂流教室                                   | Hyouryuu Kyoushitsu                                    | L'École emportée                               | 1972.23              | 1974.27              | Kazuo Umezu                         | —                            |
| 158   | 人造人間キカイダー                         | Jinzo-Ningen Kikaider                                  | —                                              | 1972.30              | 1974.13              | Shotaro Ishinomori                  | —                            |
| 159   | かん太郎物語                               | Kantaro Monogatari                                     | —                                              | 1972.35              | 1972.45              | Hiroshi Motomiya                    | —                            |
| 160   | 風魔孤太郎                                 | Fuma Kotaro                                            | —                                              | 1972.40              | 1972.52              | Ken Ishikawa                        | Jirō Gyū                     |
| 161   | サンダーマスク                             | Thunder Mask                                           | —                                              | 1972.43              | 1973.02              | Osamu Tezuka                        | —                            |
| 162   | 竜が斬る!                                  | Tatsu ga Kiru!                                         | —                                              | 1972.45              | 1973.26              | Isami Ishii                         | Mamoru Sasaki                |
| 163   | おーい!ボケタン                            | Oi! Boketan                                            | —                                              | 1972.47              | 1973.13              | Big Jo                              | —                            |
| 164   | 笛吹童子                                   | Fuefuki Doji                                           | —                                              | 1972.52              | 1973.19              | Masanobu Asai                       | Hisao Kitamura               |
| 164 c | んんん                                     | zzzzz                                                  | 1973                                           | 1973.00              | 1973.00              | zzzzz                               | zzzzz                        |
| 165   | じんじんの仁                               | Jinjin no Jin                                          | —                                              | 1973.11              | 1973.40              | Joya Kagemaru                       | Kimio Komatsu                |
| 166   | おっ母ァやくざ                             | Okkaa Yakuza                                           | —                                              | 1973.15              | 1973.32              | Yosuke Tamaru                       | Akira Hayasaka               |
| 167   | ウルトラマンタロウ                         | Ultraman Taro                                          | —                                              | 1973.17              | 1973.34              | Ken Ishikawa                        | —                            |
| 168   | 黒い鷲                                     | Kuroi Washi                                            | —                                              | 1973.19              | 1974.6・7            | Yoshimoto Baron                     | —                            |
| 169   | イナズマン                                 | Inazuman                                               | —                                              | 1973.34              | 1974.38              | Shotaro Ishinomori                  | —                            |
| 170   | キャッチマン                               | Catch Man                                              | —                                              | 1973.37              | 1974.08              | Yasuichi Oshima                     | —                            |
| 171   | ドロロンえん魔くん                         | Dororon Enma-kun                                       | —                                              | 1973.41              | 1973.52              | Go Nagai                            | —                            |
| 172   | ダイヤモンド・アイ                         | Diamond Eye                                            | —                                              | 1973.43              | 1974.13              | Katsumi Hashimoto                   | Kohan Kawauchi               |
| 173   | おれは直角                                 | Ore wa Chokkaku                                        | —                                              | 1973.45              | 1976.17              | Yu Koyama                           | —                            |
| 173 c | んんん                                     | zzzzz                                                  | 1974                                           | 1974.00              | 1974.00              | zzzzz                               | zzzzz                        |
| 174   | 男組                                       | Otoko Gumi                                             | —                                              | 1974.04·05           | 1979.30              | Ryoichi Ikegami                     | Tetsu Kariya                 |
| 175   | プロゴルファー猿                           | Pro Golfer Saru                                        | —                                              | 1974.13              | 1978.45              | Fujiko Fujio A                      | —                            |
| 176   | ゲッターロボ                               | Getter Robot                                           | —                                              | 1974.15              | 1976.3・4            | Go Nagai & Ken Ishikawa             | —                            |
| 177   | おいら女蛮                                 | Oira Sukeban (Delinquent in Drag)                      | —                                              | 1974.32              | 1976.3・4            | Go Nagai                            | —                            |
| 178   | 少年フライデー                             | Shonen Friday                                          | —                                              | 1974.33              | 1975.11              | Fujio Akatsuka                      | —                            |
| 179   | ムサシ                                     | Musashi                                                | —                                              | 1974.35              | 1977.20              | Noboru Kawasaki                     | Kazuo Koike                  |
| 180   | がんばれ!!ロボコン                         | Ganbare Robokon                                        | —                                              | 1974.42              | 1975.16              | Shotaro Ishinomori                  | —                            |
| 180 c | んんん                                     | zzzzz                                                  | 1975                                           | 1975.00              | 1975.00              | zzzzz                               | zzzzz                        |
| 181   | 牙戦                                       | Kibasen                                                | —                                              | 1975.02              | 1975.34              | Mitsuru Adachi                      | Kai Takizawa                 |
| 182   | のらガキ                                   | Nora Gaki                                              | —                                              | 1975.12              | 1976.25              | Fujio Akatsuka                      | —                            |
| 183   | ゴレンジャー                               | '                                                      | —                                              | 1975.18              | 1976.23              | Shotaro Ishinomori                  | —                            |
| 184   | 一球さん                                   | Ikkyu-san                                              | —                                              | 1975.21              | 1977.52              | Shinji Mizushima                    | —                            |
| 185   | 天下一大物伝                               | Tenkaiichi Omonoten                                    | —                                              | 1975.29              | 1977.16              | Yasuichi Oshima                     | Ikki Kajiwara                |
| 186   | 新ひみつ戦隊ゴレンジャーごっこ             | Shin Himitsu Sentai Gorenja Gokko                      | —                                              | 1975.33              | 1976.23              | Shotaro Ishinomori                  | —                            |
| 187   | 仮面豪打丸                                 | Kamen Godamaru                                         | —                                              | 1975.41              | 1975.50              | Hiroshi Kaizuka                     | —                            |
| 188   | ゴエモンろっく                             | Goemon Rokku                                           | —                                              | 1975.43              | 1976.02              | Shin Tamura                         | —                            |
| 188 c | んんん                                     | zzzzz                                                  | 1976                                           | 1976.00              | 1976.00              | zzzzz                               | zzzzz                        |
| 189   | サギパッパ                                 | Soggy Papa                                             | —                                              | 1976.02              | 1976.24              | George Akiyama                      | —                            |
| 190   | メギドの火                                 | Megido no Hi                                           | —                                              | 1976.03·04           | 1976.30              | Jirou Tsunoda                       | —                            |
| 191   | がむしゃら                                 | Gamushara                                              | —                                              | 1976.05·06           | 1976.18              | Mitsuru Adachi                      | Jūzo Yamasaki                |
| 192   | 銀輪ジャガー                               | Ginrin Jaguar                                          | —                                              | 1976.12              | 1976.25              | Ryo Sakonji                         | Sho Fumimura                 |
| 193   | まことちゃん                               | Makoto-chan                                            | —                                              | 1976.16              | 1981.30              | Kazuo Umezu                         | —                            |
| 194   | ゴッド・アーム                             | God Arm                                                | —                                              | 1976.18              | 1977.29              | Jiro Kuwata                         | Ikki Kajiwara                |
| 195   | がんばれ元気                               | Ganbare Genki                                          | —                                              | 1976.19              | 1981.14              | Yu Koyama                           | —                            |
| 196   | 母ちゃんNo.1                               | Kaa-chan No. 1                                         | —                                              | 1976.27              | 1977.12              | Fujio Akatsuka                      | —                            |
| 197   | ドッグワールド                             | Doggu World                                            | —                                              | 1976.35              | 1977.18              | Shotaro Ishinomori                  | —                            |
| 198   | サバイバル                                 | Survival                                               | —                                              | 1976.38              | 1980.52              | Takao Saito                         | —                            |
| 199   | ぼくちゃん先生                             | Boku Chan Sensei                                       | —                                              | 1976.42              | 1976.52              | Kimio Yanigasawa                    | —                            |
| 199 c | んんん                                     | zzzzz                                                  | 1977                                           | 1977.00              | 1977.00              | zzzzz                               | zzzzz                        |
| 200   | 銀輪魂                                     | Ginrin Tama                                            | —                                              | 1977.03·04           | 1977.14              | Ryo Sakonji                         | Sho Fumimura                 |
| 201   | 突き屋                                     | Tsukiya                                                | —                                              | 1977.05·06           | 1977.32              | Hosei Hasegawa                      | Tetsu Kariya                 |
| 202   | 赤いペガサス                               | Akai Pegasus                                           | —                                              | 1977.13              | 1979.38              | Motoka Murakami                     | —                            |
| 203   | ギャグありき                               | Gyag Ariki                                             | —                                              | 1977.16              | 1977.41              | Fujio Akatsuka                      | —                            |
| 204   | かつみ                                     | Katsumi                                                | —                                              | 1977.18              | 1977.36              | Takao Yaguchi                       | —                            |
| 205   | おやこ刑事                                 | Oyako Deka                                             | —                                              | 1977.21              | 1981.12              | Yasuichi Oshima                     | Norio Hayashi                |
| 206   | 青春の河                                   | Seishun no Kawa                                        | —                                              | 1977.29              | 1978.12              | George Akiyama                      | —                            |
| 207   | できんボーイ                               | Dekin Boy                                              | —                                              | 1977.35              | 1979.16              | Shin Tamura                         | —                            |
| 208   | 英雄失格                                   | Eiyu Shikkaku                                          | —                                              | 1977.37              | 1978.40              | Hiromi Yamasaki                     | Ikki Kajiwara                |
| 209   | とべとべとんび                             | Tobetobe Tonbi                                         | —                                              | 1977.39              | 1978.08              | Hosei Hasegawa                      | —                            |
| 209 c | んんん                                     | zzzzz                                                  | 1978                                           | 1978.00              | 1978.00              | zzzzz                               | zzzzz                        |
| 210   | 野球虫                                     | Yakyu Mushi                                            | —                                              | 1978.01              | 1978.21              | Hideo Hijiri                        | —                            |
| 211   | ヒット・エンド・ラン                       | Hit and Run                                            | —                                              | 1978.09              | 1980.34              | Hideo Aya                           | —                            |
| 212   | 力童くん                                   | Ryokudo-kun                                            | —                                              | 1978.14              | 1979.20              | Yoshimoto Baron                     | —                            |
| 213   | スペオペ宙学                               | Space Opera Chugaku                                    | —                                              | 1978.37              | 1979.21              | Go Nagai                            | —                            |
| 214   | うる星やつら                               | Urusei Yatsura                                         | Urusei Yatsura - Lamu                          | 1978.39              | 1987.08              | Rumiko Takahashi                    | —                            |
| 215   | 青春動物園ズウ                             | Seishun Dobutsuen Zoo                                  | —                                              | 1978.46              | 1981.43              | Hiromi Yamasaki                     | Kazuo Koike                  |
| 215 c | んんん                                     | zzzzz                                                  | 1979                                           | 1979.00              | 1979.00              | zzzzz                               | zzzzz                        |
| 216   | 二人のショーグン                           | Futari no Shogun                                       | —                                              | 1979.01              | 1979.06              | Osamu Tezuka                        | —                            |
| 217   | 番外甲子園                                 | Bangai Koshien                                         | —                                              | 1979.03·04           | 1982.05              | Mamoru Uchiyama                     | Jūzo Yamasaki                |
| 218   | サイボーグ009                              | Cyborg 009                                             | Cyborg 009                                     | 1979.13              | 1981.11              | Shotaro Ishinomori                  | —                            |
| 219   | ほっとけどっぐ                             | Hotto Keddogu                                          | —                                              | 1979.15              | 1979.26              | Masaru Makino                       | —                            |
| 220   | あばれ大海                                 | Abare Taikai                                           | —                                              | 1979.22              | 1979.42              | Noboru Rokuda                       | —                            |
| 221   | あっかんマン                               | Akkan Man                                              | —                                              | 1979.26              | 1980.07              | Shin Tamura                         | —                            |
| 222   | ごろんぼ松                                 | Goronbomatsu                                           | —                                              | 1979.30              | 1979.52              | Keisuke Kyuju                       | Jirou Gyū                    |
| 223   | ワンテン探偵局                             | Wanten Tantei                                          | —                                              | 1979.31              | 1979.42              | Masaru Makino                       | —                            |
| 224   | バスボン特急                               | Basubon Tokkyu                                         | —                                              | 1979.39              | 1979.48              | Pikaichi Soratobi                   | —                            |
| 225   | 奮戦ヨーデルス                             | Funsen Yodels                                          | —                                              | 1979.42              | 1979.52              | Chisatoru Snow                      | —                            |
| 226   | ドロファイター                             | Doro Fighter                                           | —                                              | 1979.47              | 1981.08              | Motoka Murakami                     | —                            |
| 227   | ダッシュ勝平                               | Dash Kappei                                            | —                                              | 1979.48              | 1982.48              | Noboru Rokuda                       | —                            |
| 227 c | んんん                                     | zzzzz                                                  | 1980                                           | 1980.00              | 1980.00              | zzzzz                               | zzzzz                        |
| 228   | 春よ恋                                     | Haruyo Koi                                             | —                                              | 1980.                | 1980.                | Hidenori Hara                       | —                            |
| 229   | 売り出せ!パンプス                          | Uridase! Panpusu                                       | —                                              | 1980.01              | 1980.09              | Chisatoru Snow                      | —                            |
| 230   | ホッケーウルフ                             | Hockey Wolf                                            | —                                              | 1980.02              | 1980.19              | Tatsuoki Kobayashi                  | Yo Takeyama                  |
| 231   | 男大空                                     | Otoko Oozora                                           | —                                              | 1980.03·04           | 1982.44              | Ryoichi Ikegami                     | Tetsu Kariya                 |
| 232   | 青春ナックル4                              | Seishun Knuckle 4                                      | —                                              | 1980.05·06           | 1980.22              | Haru Hosokawa                       | —                            |
| 233   | さすがの猿飛                               | Sasuga no Sarutobi                                     | L'Académie des ninjas                          | 1980.08              | 1984.04              | Fujihiko Hosono                     | —                            |
| 234   | I LOVE あやめ                              | I Love Ayume                                           | —                                              | 1980.17              | 1980.26              | Tsuhiro Kasugami                    | —                            |
| 235   | プロレススーパースター列伝                 | Pro Wrestling Superstar Retsuden                       | —                                              | 1980.23              | 1983.26              | Kunichika Harada                    | Ikki Kajiwara                |
| 236   | かってに頼道                               | Katte ni Yorimichi                                     | —                                              | 1980.31              | 1980.52              | Mitsuo Hashimoto                    | —                            |
| 237   | スーパーライダー                           | Super Rider                                            | —                                              | 1980.41              | 1982.27              | Osamu Ishiwata                      | —                            |
| 238   | ただいま授業中!                            | Tadaima Jugyouchuu!                                    | —                                              | 1980.44              | 1983.08              | Tsuguo Okazaki                      | —                            |
| 238 c | んんん                                     | zzzzz                                                  | 1981                                           | 1981.00              | 1981.00              | zzzzz                               | zzzzz                        |
| 239   | さよなら三角                               | Sayonara Sankaku                                       | —                                              | 1981.04·05           | 1984.18              | Hidenori Hara                       | —                            |
| 240   | ネリわさび狂騒曲                           | Neri Wasabi Kyoso Kyoku                                | —                                              | 1981.09              | 1981.16              | Kazuya Kimita                       | —                            |
| 241   | どっきりドクター                           | Dokkiri Doctor                                         | —                                              | 1981.14              | 1982.07              | Fujihiko Hosono                     | —                            |
| 242   | 六三四の剣                                 | Musashi no Ken                                         | —                                              | 1981.17              | 1985.41              | Motoka Murakami                     | —                            |
| 243   | 特救GO!                                    | Tokukyu GO!                                            | —                                              | 1981.18              | 1982.18              | Takao Saito                         | —                            |
| 244   | はしれ!春馬                                | Hashire! Haruma                                        | —                                              | 1981.20              | 1981.29              | Mitsuo Hashimoto                    | —                            |
| 245   | 天まであがれ                               | Ten Made Agare                                         | —                                              | 1981.31              | 1982.20              | Tatsuo Kanai                        | Sho Fumimura                 |
| 246   | 勇太やないか                               | Yuta Yunaika                                           | —                                              | 1981.34              | 1982.21              | Yasuichi Oshima                     | —                            |
| 247   | タッチ                                     | Touch                                                  | Touch                                          | 1981.36              | 1986.50              | Mitsuru Adachi                      | —                            |
| 248   | ふたり鷹                                   | Futari Daka                                            | —                                              | 1981.44              | 1985.32              | Kaoru Shintani                      | —                            |
| 249   | ダメっ子ユキちゃん                         | Damekko Yuki-chan                                      | —                                              | 1981.46              | 1983.52              | Shinmaru Sato                       | —                            |
| 249 c | んんん                                     | zzzzz                                                  | 1982                                           | 1982.00              | 1982.00              | zzzzz                               | zzzzz                        |
| 250   | ピントぴったし!                            | Pinto Pittashi!                                        | —                                              | 1982.03·04           | 1983.37              | Masayoshi Ishida                    | —                            |
| 251   | おれはナマズ者                             | Ore wa Namazumono.                                     | —                                              | 1982.06              | 1984.21              | Mitsuo Hashimoto                    | Jūzo Yamasaki                |
| 252   | Gu-Guガンモ                                | Gu Gu Ganmo                                            | —                                              | 1982.19              | 1985.16              | Fujihiko Hosono                     | —                            |
| 253   | なんか妖かい!?                             | Nanka Ayakai!?                                         | —                                              | 1982.21              | 1984.21              | Kei Satomi                          | Hajime Kimura                |
| 254   | はしれ走                                   | Hashire Kakeru                                         | —                                              | 1982.22              | 1984.27              | Takeshi Miya                        | —                            |
| 255   | トライ・トライ                             | Torai Torai                                            | —                                              | 1982.28              | 1982.47              | Mamoru Uchiyama                     | Ryūji Mizutani               |
| 256   | 火の玉ボーイ                               | Hi no Tama Boy                                         | —                                              | 1982.32              | 1985.15              | Osamu Ishiwata                      | —                            |
| 257   | ラブZ                                      | Love Z                                                 | —                                              | 1982.46              | 1984.33              | Hiromi Yamasaki                     | Kazuo Koike                  |
| 258   | こちゃんと礼                               | Kochantorei                                            | —                                              | 1982.48              | 1983.15              | Tomomi Ogata                        | Jirou Gyū                    |
| 259   | ダート特急                                 | Dart Tokyu                                             | —                                              | 1982.49              | 1983.1・2            | Yoshiaki Abiru                      | —                            |
| 259 c | んんん                                     | zzzzz                                                  | 1983                                           | 1983.00              | 1983.00              | zzzzz                               | zzzzz                        |
| 260   | その名もあがろう                           | Sono Na mo Agaro                                       | —                                              | 1983.03·04           | 1983.33              | Noboru Rokuda                       | —                            |
| 261   | 星雲児                                     | Seiunji                                                | —                                              | 1983.05              | 1984.11              | Ryoichi Ikegami                     | —                            |
| 262   | 春美120%                                   | Harumi 120%                                            | —                                              | 1983.15              | 1984.23              | Tsuguo Okazaki                      | —                            |
| 263   | その気になっても                           | Sono Ki ni Natte Mo                                    | —                                              | 1983.16              | 1983.47              | Akihiko Tanimura                    | —                            |
| 264   | グリングラス                               | Green Grass                                            | —                                              | 1983.21              | 1984.10              | Shotaro Ishinomori                  | —                            |
| 265   | 炎の転校生                                 | Hono no Tenkosei                                       | —                                              | 1983.31              | 1985.48              | Kazuhiko Shimamoto                  | —                            |
| 266   | 陽気なカモメ                               | Yoki no Kamome                                         | —                                              | 1983.38              | 1985.31              | Noboru Rokuda                       | —                            |
| 266 c | んんん                                     | zzzzz                                                  | 1984                                           | 1984.00              | 1984.00              | zzzzz                               | zzzzz                        |
| 267   | ブリザート・プリンセス                     | Blizzard Princess                                      | —                                              | 1984.01·02           | 1984.19              | Kazuyoshi Suzumiya                  | —                            |
| 268   | No.1リンナ                                 | No. 1 Linna                                            | —                                              | 1984.11              | 1984.30              | Masayoshi Ishida                    | —                            |
| 269   | ふぁいてぃんぐSWEEPER                      | Fighting Sweeper                                       | —                                              | 1984.12              | 1984.30              | Kenji Nakatsu                       | —                            |
| 270   | メグんち物語                               | Megunchi Monogatari                                    | —                                              | 1984.18              | 1984.42              | Yuichi Ogata                        | —                            |
| 271   | ZINGY                                      | ZINGY                                                  | —                                              | 1984.22              | 1984.51              | Atsushi Kamijo                      | Tetsu Kariya                 |
| 272   | 青拳狼                                     | Ao Kobushi Okami                                       | —                                              | 1984.24              | 1985.01              | Ryoichi Ikegami                     | Hajime Kimura                |
| 273   | プロレス大勝負                             | Pro Wrestling Taishofu                                 | —                                              | 1984.28              | 1984.37              | Kunichika Harada                    | —                            |
| 274   | シロベ                                     | Shirobe                                                | —                                              | 1984.29              | 1984.48              | Takao Yaguchi                       | —                            |
| 275   | ジャストミート                             | Just Meet                                              | —                                              | 1984.30              | 1987.49              | Hidenori Hara                       | —                            |
| 276   | 奪戦元年                                   | Datsusen Gennen                                        | —                                              | 1984.31              | 1985.10              | Kei Satomi                          | Taku Hiura                   |
| 277   | エイチマン                                 | Eichi Man                                              | —                                              | 1984.34              | 1984.36              | Koichiro Yasunaga                   | —                            |
| 278   | ラグナロック・ガイ                         | Ragnarok Guy                                           | —                                              | 1984.34              | 1985.52              | Tsuguo Okazaki                      | —                            |
| 279   | スプリンター                               | Sprinter                                               | —                                              | 1984.46              | 1987.17              | Yu Koyama                           | —                            |
| 280   | はるかなビシ                               | Harukana Bishi                                         | —                                              | 1984.49              | 1985.25              | Takeshi Miya                        | —                            |
| 280 c | んんん                                     | zzzzz                                                  | 1985                                           | 1985.00              | 1985.00              | zzzzz                               | zzzzz                        |
| 281   | ステキに野蛮人                             | Suteki ni Yabanjin                                     | —                                              | 1985.03·04           | 1985.23              | Kazuyoshi Suzumiya                  | —                            |
| 282   | ハウンドイレブン                           | Hound Eleven                                           | —                                              | 1985.05·06           | 1985.13              | Kenji Okamura                       | —                            |
| 283   | 舞                                         | Mai, the Psychic Girl                                  | Mai                                            | 1985.14              | 1986.16              | Ryoichi Ikegami                     | Kazuya Kudo                  |
| 284   | ないとバード                               | Night Bird                                             | —                                              | 1985.15              | 1986.30              | Kei Satomi                          | —                            |
| 285   | TO-Y                                       | To-y                                                   | —                                              | 1985.16              | 1987.15              | Atsushi Kamijo                      | —                            |
| 286   | ちょっとヨロシク!                          | Chotto Yoroshiku                                       | —                                              | 1985.17              | 1987.20              | Satoshi Yoshida                     | —                            |
| 287   | B・B                                       | B.B.                                                   | —                                              | 1985.24              | 1991.09              | Osamu Ishiwata                      | —                            |
| 288   | 青空ふろっぴぃ                             | Aosora Floppy                                          | —                                              | 1985.33              | 1986.40              | Fujihiko Hosono                     | —                            |
| 289   | 究極超人あ〜る                             | Kyūkyoku chōjin R                                      | —                                              | 1985.34              | 1987.32              | Masami Yūki                         | —                            |
| 290   | 天地無用                                   | Tenchi Muyo/This Side Up                               | —                                              | 1985.35              | 1986.23              | Kenji Okamura                       | Jūzo Yamasaki                |
| 291   | 陸軍中野予備校                             | Rikugun Nakano Yobiko                                  | —                                              | 1985.42              | 1986.52              | Koichiro Yasunaga                   | —                            |
| 292   | バランサー                                 | Balancer                                               | —                                              | 1985.43              | 1986.21              | Kaoru Shintani                      | —                            |
| 292 c | んんん                                     | zzzzz                                                  | 1986                                           | 1986.00              | 1986.00              | zzzzz                               | zzzzz                        |
| 293   | 風を抜け!                                  | Kaze wo Nuke!                                          | —                                              | 1986.04·05           | 1988.29              | Motoka Murakami                     | —                            |
| 294   | 燃えるV                                    | Moeru V                                                | —                                              | 1986.06              | 1986.52              | Kazuhiko Shimamoto                  | —                            |
| 295   | どきどきハートビート                       | Doki Doki Heartbeat                                    | —                                              | 1986.22              | 1987.20              | Tsuguo Okazaki                      | —                            |
| 296   | パニック方程式                             | Panic Hoteishiki                                       | —                                              | 1986.23              | 1987.09              | Tetsuhiro Koshita                   | —                            |
| 297   | リュウ                                     | Ryu                                                    | —                                              | 1986.39              | 1988.01              | Akira Oze                           | Masao Yajima                 |
| 298   | 闘翔ボーイ                                 | Tosho Boy                                              | —                                              | 1986.45              | 1988.27              | Ryōji Ryūzaki                       | —                            |
| 299   | はっぴい直前                               | Happi Chokuzen                                         | —                                              | 1986.51              | 1988.07              | Aki Katsu                           | —                            |
| 299 c | んんん                                     | zzzzz                                                  | 1987                                           | 1987.00              | 1987.00              | zzzzz                               | zzzzz                        |
| 300   | I'mナム                                    | I'm Namu                                               | —                                              | 1987.01              | 1987.31              | Fujihiko Hosono                     | —                            |
| 301   | スマイルfor美衣                            | Smile for Mii                                          | —                                              | 1987.04·05           | 1989.15              | Kei Satomi                          | —                            |
| 302   | GOAL                                       | GOAL                                                   | —                                              | 1987.08              | 1987.25              | Kenji Okamura                       | —                            |
| 303   | ぶっちぎり                                 | Bucchigiri                                             | —                                              | 1987.09              | 1989.30              | Yū Nakahara                         | —                            |
| 304   | ラフ                                       | Rough                                                  | Rough                                          | 1987.17              | 1989.40              | Mitsuru Adachi                      | —                            |
| 305   | とつげきウルフ                             | Totsugeki Wolf                                         | —                                              | 1987.18              | 1987.41              | Kazuhiko Shimamoto                  | —                            |
| 306   | 青空しょって                               | Aozora Shot                                            | —                                              | 1987.24              | 1991.51              | Hideki Mori                         | —                            |
| 307   | こっとん鉄丸                               | Kotton Tetsumaru                                       | —                                              | 1987.24              | 1988.14              | Tetsuo Aoki                         | —                            |
| 308   | まじっく快斗                               | Magic Kaitō                                            | —                                              | 1987.26              | —                    | Gosho Aoyama                        | —                            |
| 309   | 女子中学生ノート                           | Joshi Chugakusei Note                                  | —                                              | 1987.29              | 1987.51              | Hideki Terashima                    | —                            |
| 310   | ぼくらは√3                                 | Bokura wa v3                                           | —                                              | 1987.32              | 1987.39              | Satoru Matsumura                    | —                            |
| 311   | 甲子園が好き!                              | Koshien ga Suki!                                       | —                                              | 1987.33              | 1987.38              |                                     | —                            |
| 312   | くるまんBOY                                | Kuruman BOY                                            | —                                              | 1987.35              | 1987.52              | Katowa                              | —                            |
| 313   | 水曜ぼけなす指定席                         | Suiyo Bokenasu Shiteseki                               | —                                              | 1987.36              | 1987.50              | Masahiko Kikuni                     | —                            |
| 314   | らんま1/2                                  | Ranma ½                                                | Ranma 1/2                                      | 1987.36              | 1996.12              | Rumiko Takahashi                    | —                            |
| 315   | スポーツてんこ盛り                         | Sports Tenko Mari                                      | —                                              | 1987.40              | 1989.52              | Eiyu Aoyama                         | —                            |
| 316   | 仮面ライダーBlack                          | Kamen Rider Black                                      | —                                              | 1987.41              | 1988.50              | Shotaro Ishinomori                  | —                            |
| 317   | 父物語 斧                                  | Chichi Monogatari Ono                                  | —                                              | 1987.42              | 1988.21              | Kei Honjo                           | Kazuyoshi Inaba/Noasobi Awa  |
| 318   | あやめにお手上げ!                          | Ayame ni Oteage!                                       | —                                              | 1987.50              | 1988.2・3            | Shimpei Itoh                        | —                            |
| 319   | 高原村へようこそ                           | Kogen Mura he Yokoso                                   | —                                              | 1987.51              | 1988.19              | Mio Murao                           | —                            |
| 319 c | んんん                                     | zzzzz                                                  | 1988                                           | 1988.00              | 1988.00              | zzzzz                               | zzzzz                        |
| 320   | どかちんきっど                             | Dokachin Kid                                           | —                                              | 1988.01              | 1988.38              | Shigeru Koshiba                     | —                            |
| 321   | 拳児                                       | Kenji                                                  | —                                              | 1988.02·03           | 1992.05              | Yoshihide Fujiwara                  | Ryūchi Matsuda               |
| 322   | マイペース風太郎                           | My Pace Futaro                                         | —                                              | 1988.04·05           | 1988.43              | Hidenori Hara                       | —                            |
| 323   | 今日から俺は!!                             | Kyo Kara Ore Wa!!                                      | —                                              | 1988.09              | 1997.47              | Hiroyuki Nishimori                  | —                            |
| 324   | ベアマーダー流介                           | Bear Mader Ryusuke                                     | —                                              | 1988.15              | 1989.07              | Kenji Okamura                       | Chiaki Hashiba               |
| 325   | 機動警察パトレイバー                       | Mobile Police Patlabor                                 | Patlabor                                       | 1988.17              | 1994.23              | Masami Yūki                         | —                            |
| 326   | うっちゃれ五所瓦                           | Ucchare Goshogawara                                    | —                                              | 1988.19              | 1991.29              | Tsuyoshi Nakaima                    | —                            |
| 327   | 聖イカンガー学園                           | Hikari Ikanga Gakuen                                   | —                                              | 1988.20              | 1988.46              | Tomoaki Ogawa                       | Iwasaki Ikanga               |
| 328   | ワインドアップ!!                           | Wind Up!!                                              | —                                              | 1988.20              | 1989.29              | Yasuhiro Koizumi                    | —                            |
| 329   | 美味 (みみ パラダイス                      | Bimi Paradise                                          | —                                              | 1988.27              | 1989.14              | Kazuhiro Honma                      | Yuri Yumeno                  |
| 330   | マタドール                                 | Matador                                                | —                                              | 1988.32              | 1988.53              | Soichi Moto                         | Naotaka Taki                 |
| 331   | ばっくれ一平!                              | Bakkure Ippei                                          | —                                              | 1988.34              | 1990.07              | Ryōji Ryūzaki                       | —                            |
| 332   | まことちゃん                               | Makoto-chan                                            | —                                              | 1988.37              | 1989.32              | Kazuo Umezu                         | —                            |
| 333   | 望郷戦士 (ティアフルソルジャー)            | Tearful Soldier                                        | —                                              | 1988.38              | 1989.51              | Taku Kitazaki                       | Kazuya Kudo                  |
| 334   | YAIBA                                      | Yaiba                                                  | Yaiba                                          | 1988.39              | 1993.50              | Gosho Aoyama                        | —                            |
| 335   | 赤いペガサスII 翔                          | Akai Pegasus II Sho                                    | —                                              | 1988.46              | 1989.42              | Kiyokazu Chiba                      | Motoka Murakami              |
| 335 c | んんん                                     | zzzzz                                                  | 1989                                           | 1989.00              | 1989.00              | zzzzz                               | zzzzz                        |
| 336   | 帯をギュッとね!                            | Obi wo gyutto ne!                                      | —                                              | 1989.01·02           | 1995.52              | Katsutoshi Kawai                    | —                            |
| 337   | ヘヴィ                                     | Heavy                                                  | —                                              | 1989.03·04           | 1990.31              | Motoka Murakami                     | —                            |
| 338   | フリーキック!                              | Free Kick!                                             | —                                              | 1989.07              | 1990.39              | Hidenori Hara                       | —                            |
| 339   | スプリガン                                 | Spriggan                                               | Striker                                        | 1989.10              | 1989.51              | Ryoji Minagawa                      | Hiroshi Takashige            |
| 340   | Dr.椎名の教育的指導!!                      | Dr. Shiina no Kyoikuteki Shido!!                       | —                                              | 1989.14              | 1989.34              | Takashi Shiina                      | —                            |
| 341   | MAD STONE                                  | MAD STONE                                              | —                                              | 1989.15              | 1989.33              | Hidehisa Masaki                     | —                            |
| 342   | タックイン                                 | Tuck In                                                | —                                              | 1989.16              | 1989.33              | Masahiro Suzuki                     | Tomohiko Tanikawa            |
| 343   | 恐竜カーニバル                             | Dinosaur Carnival                                      | —                                              | 1989.17              | 1992.30              | Etsuko Ueda                         | —                            |
| 344   | 健太やります!                              | Kenta Yarimasu!                                        | —                                              | 1989.30              | 1994.24              | Takuya Mitsuda                      | —                            |
| 345   | 少年                                       | Shonen                                                 | —                                              | 1989.32              | 1989.39              | Yu Koyama                           | Masao Yajima                 |
| 346   | 人気者でいこう                             | Ninkimono de Iko                                       | —                                              | 1989.35              | 1990.32              | Yū Nakahara                         | —                            |
| 347   | てりぶる少年団                             | Terrible Shonen-dan                                    | —                                              | 1989.36              | 1989.47              | Tori·Miki                           | —                            |
| 348   | 星くずパラダイス                           | Hoshikuzu Paradise                                     | —                                              | 1989.37              | 1991.43              | Aki Katsu                           | —                            |
| 349   | DADA!                                      | DaDa!                                                  | —                                              | 1989.44              | 1991.38              | Satoshi Yoshida                     | —                            |
| 350   | ジオポリスジョー                           | Geo-Police Joe                                         | —                                              | 1989.48              | 1990.19              | Kei Satomi                          | —                            |
| 351   | マッシュ                                   | Mash                                                   | —                                              | 1989.50              | 1992.38              | Takatoshi Yamada                    | —                            |
| 352   | 音吉くんのピアノ物語                       | Otokichi-kun no Piano Monogatari                       | —                                              | 1989.52              | 1992.09              | Reiko Hayashi                       | —                            |
| 352 c | んんん                                     | zzzzz                                                  | 1990                                           | 1990.00              | 1990.00              | zzzzz                               | zzzzz                        |
| 353   | 虹色とうがらし                             | Niji Iro Tōgarashi                                     | Niji-Iro Tohgarashi                            | 1990.04·05           | 1992.19              | Mitsuru Adachi                      | —                            |
| 354   | うしおととら                               | Ushio and Tora                                         | —                                              | 1990.06              | 1996.45              | Kazuhiro Fujita                     | —                            |
| 355   | 甘く危険なナンパ刑事                       | Amaku Kiken na Nampa Deka                              | —                                              | 1990.12              | 1990.37              | Hiroyuki Nishimori                  | —                            |
| 356   | ウエルカム                                 | Welcome                                                | —                                              | 1990.16              | 1990.25              | Migio Yanagisawa                    | —                            |
| 357   | ウノケンの爆発ウギャー!!                   | Unoken no Bakuhatsu Ugyaa!!                            | —                                              | 1990.17              | 1991.40              | Kenichi Unose                       | —                            |
| 358   | たとえばこんなラヴ・ソング                 | Tatoeba Konna Love Song                                | —                                              | 1990.28              | 1991.50              | Taku Kitazaki                       | —                            |
| 359   | TOUGH                                      | Tough                                                  | —                                              | 1990.33              | 1991.31              | Yū Nakahara                         | —                            |
| 360   | バロン                                     | Baron                                                  | —                                              | 1990.36              | 1993.07              | Noboru Rokuda                       | —                            |
| 361   | ちくちくウニウニ                           | Chiku Chiku Uni Uni                                    | —                                              | 1990.38              | 1992.・              | Sensha Yoshida                      | —                            |
| 362   | HEAVY METAL甲子園                          | Heavy Metal Koshien                                    | —                                              | 1990.46              | 1991.34              | Nonki Miyasu                        | —                            |
| 362 c | んんん                                     | zzzzz                                                  | 1991                                           | 1991.00              | 1991.00              | zzzzz                               | zzzzz                        |
| 363   | ♂ティンクル2♀アイドル☆スター               | Twinkle Twinkle Idol Star                              | —                                              | 1991.02·03           | 1993.16              | Hikaru Tohyama                      | —                            |
| 364   | PATI-PATI                                  | PATI-PATI                                              | —                                              | 1991.04·05           | 1991.15              | Yume Matsumura                      | —                            |
| 365   | very good満天!!                            | Very Good Manten!!                                     | —                                              | 1991.14              | 1991.40              | Atsuo Kuwasawa                      | —                            |
| 366   | 行け!!南国アイスホッケー部                 | Go!! Southern Ice Hockey Club                          | —                                              | 1991.15              | 1996.34              | Kōji Kumeta                         | —                            |
| 367   | 王立院雲丸の生涯                           | Oritsuin Kunomaru no Shogai (Samurai Crusader)         | —                                              | 1991.28              | 1992.12              | Ryoichi Ikegami                     | Ōji Hiroi                    |
| 368   | GS美神 極楽大作戦!!                        | Ghost Sweeper Mikami                                   | —                                              | 1991.30              | 1999.41              | Takashi Shiina                      | —                            |
| 369   | 戦国甲子園〜九犬士伝説〜                   | Sengoku Koshien ~Kyuinushi Densetsu~                   | —                                              | 1991.33              | 1992.27              | Koji Kiriyama                       | —                            |
| 370   | まかせてエルナ                             | Makasete Eruna                                         | —                                              | 1991.35·36           | 1991.44              | Kaoru Yamada                        | —                            |
| 371   | ラッキーボーイ                             | Lucky Guy                                              | —                                              | 1991.41              | 1991.47              | Yokoshima Shunpu                    | —                            |
| 372   | フルメタルボクサー                         | Fullmetal Boxer                                        | —                                              | 1991.44              | 1992.1・2            | Tatsuyoshi Kobayashi                | Hiroshi Oda                  |
| 373   | 炎のニンジャマン                           | Hono no Ninjaman                                       | —                                              | 1991.51              | 1992.42              | Kazuhiko Shimamoto                  | —                            |
| 373 c | んんん                                     | zzzzz                                                  | 1992                                           | 1992.00              | 1992.00              | zzzzz                               | zzzzz                        |
| 374   | 超龍戦記ザウロスナイト                     | Chouryuu Senki Sauros Knight                           | —                                              | 1992.01·02           | 1993.10              | Aki Katsu                           | —                            |
| 375   | 俺たちのフィールド                         | Oretachi no Field                                      | —                                              | 1992.03·04           | 1998.45              | Kenichi Muraeda                     | —                            |
| 376   | 格闘王物語 ビュンBOY                       | Kakutou Oumonogo Byun Boy                              | —                                              | 1992.07              | 1992.39              | Keisuke Niwa                        | Yasushi Hironaka             |
| 377   | 闘魂少女(バトルガール)                     | Tokon Shojo                                            | —                                              | 1992.08              | 1992.34              | Fumihiro Hayashizaki                | —                            |
| 378   | おじさんBOY!!小学中学生                    | Ojisan Boy!! Shogaku Chugakusei                        | —                                              | 1992.11              | 1992.41              | Seiji Watanabe                      | —                            |
| 379   | 皇帝戦士 斑鳩                              | Kotei Senshi Hankyu                                    | —                                              | 1992.16              | 1992.28              | Ami Saito                           | Masaru Miyazuki              |
| 380   | 飛天暴走伝承MAOH                           | Hiten Boso Densho MAOH                                 | —                                              | 1992.17              | 1993.52              | Etsuya Amajishi                     | Sasuke Oigshima              |
| 381   | ふ・た・り                                 | Fu·ta·ri                                               | —                                              | 1992.18              | 1993.43              | Taku Kitazaki                       | —                            |
| 382   | トキオ                                     | Tokio                                                  | —                                              | 1992.19              | 1993.32              | Yū Nakahara                         | —                            |
| 383   | 激猿シアター                               | Geki Saru Theater                                      | —                                              | 1992.28              | 1992.・              | Shigenobu Kaminishizono             | —                            |
| 384   | H2                                         | H2                                                     | H2                                             | 1992.32              | 1999.50              | Mitsuru Adachi                      | —                            |
| 385   | ジョーダンじゃないよ!                      | Jodan Jyanai yo!                                       | —                                              | 1992.35·36           | 1994.47              | Muneo Saito                         | —                            |
| 386   | ジーザス                                   | Jesus                                                  | —                                              | 1992.42              | 1995.20              | Yoshihide Fujiwara                  | Kyoichi Nanatsuki            |
| 387   | オッス!少林寺                              | Ossu! Shorenji                                         | —                                              | 1992.43              | 1994.17              | Hiroyuki Kikuta                     | —                            |
| 387 c | んんん                                     | zzzzz                                                  | 1993                                           | 1993.00              | 1993.00              | zzzzz                               | zzzzz                        |
| 388   | 激鳥シアター                               | Geki Tori Theater                                      | —                                              | 1993.01·02           | 1993.52              | Shigenobu Kaminishizono             | —                            |
| 389   | 学園帝国 俺はジュウベイ!                   | Gakuen Teikoku Ore wa Jubei!                           | —                                              | 1993.03·04           | 1993.46              | Masahiko Nakahira                   | Ōji Hiroi                    |
| 390   | いただきます!                              | Itadakimasu!                                           | —                                              | 1993.08              | 1996.19              | Takatoshi Yamada                    | —                            |
| 391   | おさるなまさるくん                         | Osaruna Masaru-kun                                     | —                                              | 1993.13              | 1994.48              | Kiyoshi Hasegawa                    | —                            |
| 392   | B・Fフィッシュボーイズ                     | B•F Fish Boys                                          | —                                              | 1993.21·22           | 1994.10              | Kengo Kimura                        | —                            |
| 393   | LOVe                                       | LOVe                                                   | —                                              | 1993.46              | 1999.10              | Osamu Ishiwata                      | —                            |
| 394   | 噂の男前                                   | Uwasa no Otokomae                                      | —                                              | 1993.52              | 1996.35              | Satoshi Yoshida                     | —                            |
| 394 c | んんん                                     | zzzzz                                                  | 1994                                           | 1994.00              | 1994.00              | zzzzz                               | zzzzz                        |
| 395   | SHOUT!                                     | Shout!                                                 | —                                              | 1994.                | 1995.                | Yozo Shimizu                        | —                            |
| 396   | 激犬シアター                               | Geki Inu Theater                                       | —                                              | 1994.01·02           | 1994.28              | Shigenobu Kaminishizono             | —                            |
| 397   | DRAM拳-ファイナルファイト-                 | Drum Knuckle -Final Fight-                             | —                                              | 1994.03·04           | 1994.42              | Shinobu Inokuma                     | Toshiki Inoue                |
| 398   | 名探偵コナン                               | Meitantei Konan                                        | Détective Conan                                | 1994.05              | —                    | Gosho Aoyama                        | —                            |
| 399   | 無限・ゼロ                                 | Mugen Zero                                             | —                                              | 1994.10              | 1994.16              | Eiji Kawakubo                       | —                            |
| 400   | ますらお〜秘本義経記〜                     | Masurao Hiongiseiki                                    | —                                              | 1994.14              | 1996.3・4            | Taku Kitazaki                       | —                            |
| 401   | R (ロケット）・PRINCESS                    | R·PRINCESS                                             | —                                              | 1994.23              | 1995.01              | Nobuyuki Anzai                      | —                            |
| 402   | ガンバ!Fly high                            | Ganba! Fly High                                        | —                                              | 1994.25              | 2000.45              | Hiroyuki Kikuta                     | Shinji Morisue               |
| 403   | MAJOR                                      | MAJOR                                                  | —                                              | 1994.33              | 2010.32              | Takuya Mitsuda                      | —                            |
| 404   | じゃじゃ馬グルーミン★UP!                   | Jaja Uma Grooming Up!                                  | —                                              | 1994.44              | 2000.42              | Masami Yūki                         | —                            |
| 404 c | んんん                                     | zzzzz                                                  | 1995                                           | 1995.00              | 1995.00              | zzzzz                               | zzzzz                        |
| 405   | 東京番長                                   | Tokyo Bancho                                           | —                                              | 1995.02·03           | 1997.19              | Keisuke Suzuki                      | —                            |
| 406   | ときめきハイスクール刑事 サクラにおまかせ♥ | Tokimeki High School Keiji Sakura ni Omaskase          | —                                              | 1995.04              | 1995.13              | Shigenobu Kaminishizono             | —                            |
| 407   | 砂漠の野球部                               | Sabaku no Yakyubu                                      | —                                              | 1995.05·06           | 1997.14              | Joukura Koji                        | —                            |
| 408   | ゴーゴーえっちゃんのキャスター参るゾ!      | Go-Go Ecchan no Caster Mairuzo!                        | —                                              | 1995.13              | 1995.49              | Takashi Hashiguchi                  | —                            |
| 409   | DAN DOH!!                                  | Dan Doh!!                                              | —                                              | 1995.15              | 2000.30              | Daichi Banjou                       | Nobuhiro Sakata              |
| 410   | 烈火の炎                                   | Flame of Recca                                         | Flame of Recca                                 | 1995.16              | 2002.09              | Nobuyuki Anzai                      | —                            |
| 411   | エンヤ KODOMO忍法帖                        | Enya KODOMO Ninpocho                                   | —                                              | 1995.21·22           | 1998.20              | Hiromi Morishita                    | —                            |
| 412   | ドルフィン・ブレイン                       | Dolphin Brain                                          | —                                              | 1995.35              | 1995.50              | Reiji Yamada                        | —                            |
| 413   | め組の大吾                                 | Firefighter! Daigo of Fire Company M                   | Daigo, soldat du feu                           | 1995.38              | 1999.27              | Masahito Soda                       | —                            |
| 413 c | んんん                                     | zzzzz                                                  | 1996                                           | 1996.00              | 1996.00              | zzzzz                               | zzzzz                        |
| 414   | アホアホ学園                               | Aho Aho Gakuen                                         | —                                              | 1996.                | ?.                   | Aoba Hisayoshi                      | —                            |
| 415   | ワープボーイ                               | Warp Boy                                               | —                                              | 1996.01              | 1996.36・37          | Tokihiko Matsūra                    | Kazuhiko Arao                |
| 416   | アクシデンツ -事故調クジラの事件簿-        | Accidents                                              | —                                              | 1996.05·06           | 1998.41              | Takatoshi Yamada                    | —                            |
| 417   | 神聖モテモテ王国                           | Shinsei Motemote Oukoku                                | —                                              | 1996.15              | 2000.09              | Ken Nagai                           | —                            |
| 418   | なぎさMe公認                               | Nagisa Me Kounin                                       | —                                              | 1996.16              | 1999.34              | Taku Kitazaki                       | —                            |
| 419   | 秘拳伝キラ                                 | Hikenden Kira                                          | —                                              | 1996.20              | 1997.5・6            | Yuki Miyoshi                        | Takeru Aose                  |
| 420   | モンキーターン                             | Monkey Turn                                            | —                                              | 1996.36·37           | 2005.03              | Katsutoshi Kawai                    | —                            |
| 421   | 太陽の戦士ポカポカ                         | Taiyo no Senshi Boka Boka                              | —                                              | 1996.39              | 1997.39              | Kōji Kumeta                         | —                            |
| 422   | 犬夜叉                                     | InuYasha                                               | Inu-Yasha                                      | 1996.50              | 2008.29              | Rumiko Takahashi                    | —                            |
| 422 c | んんん                                     | zzzzz                                                  | 1997                                           | 1997.00              | 1997.00              | zzzzz                               | zzzzz                        |
| 423   | ゲイン                                     | Gain                                                   | —                                              | 1997.01              | 1998.35              | Tsuyoshi Nakaima                    | —                            |
| 424   | もぅスンゴイ!!                             | Mo Sungoi!!                                            | —                                              | 1997.04              | 1997.48              | Hirotatsu Minami                    | —                            |
| 425   | ファンシー雑技団                           | Fancy Zatsuwazadan                                     | —                                              | 1997.04              | 1999.08              |                                     | —                            |
| 426   | タキシード銀                               | Tuxedo Gin                                             | —                                              | 1997.15              | 2000.07              | Tokihiko Matsūra                    | —                            |
| 427   | ARMS                                       | ARMS                                                   | Arms                                           | 1997.16              | 2002.20              | Ryoji Minagawa                      | Kyoichi Nanatsuki            |
| 428   | からくりサーカス                           | Karakuri Circus                                        | Karakuri Circus                                | 1997.32              | 2006.26              | Kazuhiro Fujita                     | —                            |
| 429   | デビデビ                                   | Devil & Devil                                          | Devil Devil                                    | 1997.41              | 2000.40              | Yuki Miyoshi                        | —                            |
| 429 c | んんん                                     | zzzzz                                                  | 1998                                           | 1998.00              | 1998.00              | zzzzz                               | zzzzz                        |
| 430   | 風の伝承者                                 | The Wind of Fight                                      | —                                              | 1998.14              | 2000.11              | Satoshi Yamamoto                    | Kazuto Wakakuwa              |
| 431   | 影組                                       | '                                                      | —                                              | 1998.16              | 1999.5・6            |                                     | —                            |
| 432   | かってに改蔵                               | Katte ni Kaizo                                         | —                                              | 1998.21·22           | 2004.34              | Kōji Kumeta                         | —                            |
| 433   | スピンナウト                               | Spin Out                                               | —                                              | 1998.35              | 1999.24              | Hiroyuki Nishimori & Santa Harukaze | —                            |
| 434   | SALAD DAYS                                 | Salad Days                                             | —                                              | 1998.48              | 2001.48              | Shinobu Inokuma                     | —                            |
| 434 c | んんん                                     | zzzzz                                                  | 1999                                           | 1999.00              | 1999.00              | zzzzz                               | zzzzz                        |
| 435   | 東京刑事                                   | Tokyo Keiji                                            | Flic à Tokyo                                   | 1999.05·06           | 1999.22・23          | Keisuke Suzuki                      | —                            |
| 436   | 歩武の駒                                   | Ayumu no Koma                                          | —                                              | 1999.14              | 2000.16              | Kazuhiro Murakawa                   | —                            |
| 437   | 漢魂!!!(メンソウル)                        | Men Soul!!!                                            | —                                              | 1999.16              | 2001.4・5            | Hirotatsu Minami                    | —                            |
| 438   | ダイナマ伊藤!                              | Dainamu Itou!                                          | —                                              | 1999.17              | 2002.47              | Pero Sugimoto                       | —                            |
| 439   | かもしか！                                 | Kamoshika!                                             | —                                              | 1999.22·23           | 2000.35              | Kenichi Muraeda                     | —                            |
| 440   | パスポート・ブルー                         | Passport Blue                                          | —                                              | 1999.24              | 2001.38              | Osamu Ishiwata                      | —                            |
| 441   | 天使な小生意気                             | Cheeky Angel                                           | —                                              | 1999.25              | 2003.36・37          | Hiroyuki Nishimori                  | —                            |
| 442   | ファンタジスタ                             | Fantasista                                             | —                                              | 1999.35              | 2004.14              | Michiteru Kusaba                    | —                            |
| 442 c | んんん                                     | zzzzz                                                  | 2000                                           | 2000.00              | 2000.00              | zzzzz                               | zzzzz                        |
| 443   | マーベラス                                 | Marvelous                                              | —                                              | 2000.01              | 2000.47              | Yūji Takemura                       | —                            |
| 444   | リベロ革命!!                               | Libero Revolution                                      | —                                              | 2000.04·05           | 2002.18              | Motoyuki Tanaka                     | —                            |
| 445   | MISTERジパング                             | Mister Japan                                           | —                                              | 2000.14              | 2001.46              | Takashi Shiina                      | —                            |
| 446   | ブレイブ猿s                                | Brave Saru s                                           | —                                              | 2000.17              | 2000.36              | Tokihiko Matsūra                    | —                            |
| 447   | いつも美空                                 | Itsumo Misora                                          | —                                              | 2000.22·23           | 2001.24              | Mitsuru Adachi                      | —                            |
| 448   | 動物のカメちゃん                           | Dobutsu no Kame-chan                                   | —                                              | 2000.31              | 2002.52              | Kenji Sosai                         | —                            |
| 449   | DAN DOH!! Xi                               | Dan Doh!! Xi                                           | —                                              | 2000.32              | 2003.19              | Daichi Banjou                       | Nobuhiro Sakata              |
| 450   | トガリ                                     | Togari                                                 | Togari, l'épée de justice                      | 2000.36              | 2002.11              | Yoshinori Natsume                   | —                            |
| 451   | 大棟梁                                     | Omunehari                                              | —                                              | 2000.37·38           | 2001.4・5            | Shinji Saijyo                       | —                            |
| 452   | タケル道                                   | Takeru Michi                                           | —                                              | 2000.39              | 2001.16              | Naoya Ogawa                         | Yaeko Yamato                 |
| 453   | 平成ときめき力士 プニャリン                | Heisei Tokimeki Rikishi Punyarin                       | —                                              | 2000.44              | 2001.36・37          | Joukura Koji                        | —                            |
| 453 c | んんん                                     | zzzzz                                                  | 2001                                           | 2001.00              | 2001.00              | zzzzz                               | zzzzz                        |
| 454   | ブリット                                   | Bullet                                                 | —                                              | 2001.01              | 2001.19              | Yuki Miyoshi                        | —                            |
| 455   | ナイトラヴァーズ                           | Night Lovers                                           | —                                              | 2001.04·05           | 2001.33              | Yozo Shimizu                        | Kentaro Fumizuki             |
| 456   | 金色のガッシュ!!                           | Konjiki no Gash!                                       | Zatchbell                                      | 2001.06              | 2008.4・5            | Makoto Raiku                        | —                            |
| 457   | ライジング・サン                           | Rising Sun                                             | —                                              | 2001.17              | 2001.46              | Tokihiko Matsūra                    | Buronson                     |
| 458   | HORIZON                                    | HORIZON                                                | —                                              | 2001.20              | 2002.33              | Hiroyuki Kikuta                     | —                            |
| 459   | パンゲアの娘 KUNIE                         | Pangea no Musume Kunie                                 | —                                              | 2001.21·22           | 2002.30              | Masami Yūki                         | —                            |
| 460   | いるか!!                                   | Iruka!!                                                | —                                              | 2001.25              | 2001.30              | Takashi Tanabe                      | —                            |
| 461   | うえきの法則                               | Ueki no Housoku                                        | La Loi d'Ueki                                  | 2001.34              | 2004.46              | Tsubasa Fukuchi                     | —                            |
| 462   | どりる                                     | Do! Rill!!                                             | —                                              | 2001.35              | 2002.30              | Yugo Ishikawa                       | —                            |
| 463   | KATSU!                                     | Katsu!                                                 | Katsu!                                         | 2001.36·37           | 2005.12              | Mitsuru Adachi                      | —                            |
| 463 c | んんん                                     | zzzzz                                                  | 2002                                           | 2002.00              | 2002.00              | zzzzz                               | zzzzz                        |
| 464   | 旋風の橘                                   | Senpuu no Tachibana                                    | —                                              | 2002.02·03           | 2003.01              | Shinobu Inokuma                     | —                            |
| 465   | 焼きたて!!ジャぱん                         | Yakitate!! Japan                                       | Yakitate!! Ja-pan                              | 2002.04·05           | 2007.06              | Takashi Hashiguchi                  | —                            |
| 466   | 365歩のユウキ                              | 365 no Yuki                                            | —                                              | 2002.06              | 2002.43              | Shinji Saijyo                       | —                            |
| 467   | 史上最強の弟子ケンイチ                     | Shijō Saikyō no Deshi Kenichi                          | Ken-ichi                                       | 2002.10              | 2014.42              | Syun Matsuena                       | —                            |
| 468   | 一番湯のカナタ                             | Ichiban-yu Kanata                                      | —                                              | 2002.21·22           | 2003.02              | Takashi Shiina                      | —                            |
| 469   | 鳳ボンバー                                 | Otori Bomber                                           | —                                              | 2002.23              | 2003.21              | Motoyuki Tanaka                     | —                            |
| 470   | いでじゅう!                                | Idejuu!                                                | —                                              | 2002.33              | 2005.30              | Moritaishi                          | —                            |
| 471   | ふぁいとの暁                               | Fight no Akatsuki                                      | —                                              | 2002.35              | 2004.01              | Takao Aoyagi                        | —                            |
| 472   | きみのカケラ                               | Kimi no Kakera                                         | Fragment                                       | 2002.38              | 2010.                | Shin Takahashi                      | —                            |
| 473   | 美鳥の日々                                 | Midori no Hibi                                         | Midori Days                                    | 2002.42              | 2004.34              | Kazurou Inoue                       | —                            |
| 474   | D-LIVE!!                                   | D-Live!!                                               | D-Live!!                                       | 2002.44              | 2006.18              | Ryoji Minagawa                      | —                            |
| 474 c | んんん                                     | zzzzz                                                  | 2003                                           | 2003.00              | 2003.00              | zzzzz                               | zzzzz                        |
| 475   | ワイルドライフ                             | Wild Life                                              | —                                              | 2003.02              | 2008.08              | Masato Fujisaki                     | —                            |
| 476   | 少年サンダー                               | Shonen Thunder                                         | —                                              | 2003.03              | 2003.08              | Yukio Katayama                      | —                            |
| 477   | MÄR                                        | MÄR                                                    | Mär                                            | 2003.06              | 2006.31              | Nobuyuki Anzai                      | —                            |
| 478   | 俺様は?(なぞ)                              | Ore-sama wa?                                           | —                                              | 2003.07              | 2005.03              | Pero Sugimoto                       | —                            |
| 479   | 電人1号                                    | Denjin 1 Go                                            | —                                              | 2003.12              | 2003.19              |                                     | —                            |
| 480   | 黒松・ザ・ノーベレスト                     | Kuromatsu - The Nobelest                               | —                                              | 2003.20              | 2003.25              | Naoki Mizuguchi                     | —                            |
| 481   | 売ったれダイキチ!                          | Uttare Daikichi!                                       | —                                              | 2003.22·23           | 2004.08              | Yūji Takemura                       | Kazuto Wakakuwa              |
| 482   | ロボットボーイズ                           | Robot Boys                                             | —                                              | 2003.32              | 2004.10              | Atsushi Kamikawa                    | Kyoichi Nanatsuki            |
| 483   | 楽ガキFighter                              | Rakugaki Fighter ~Hero of Saint Paint~                 | —                                              | 2003.34              | 2004.02              | Kunihiko Nakai                      | —                            |
| 484   | 結界師                                     | Kekkaishi                                              | Kekkaishi                                      | 2003.47              | 2011.19              | Yellow Tanabe                       | —                            |
| 484 c | んんん                                     | zzzzz                                                  | 2004                                           | 2004.00              | 2004.00              | zzzzz                               | zzzzz                        |
| 485   | 怪奇千万!十五郎                            | Kaikisenban! Juugorou                                  | —                                              | 2004.03              | 2004.20              | Eiji Kawakubo                       | —                            |
| 486   | 暗号名はBF                                 | Codename Babyface                                      | —                                              | 2004.07              | 2004.37              | Hosana Tanaka                       | —                            |
| 487   | こわしや我聞                               | Kowashiyagamon                                         | —                                              | 2004.11              | 2005.52              | Shun Fujiki                         | —                            |
| 488   | 思春期刑事 ミノル小林                      | Shishunki Keiji Minoru Kobayashi                       | —                                              | 2004.13              | 2005.31              | Naoki Mizuguchi                     | —                            |
| 489   | DAN DOH!! 〜ネクストジェネレーション〜     | Dan Doh!! Next Generation                              | —                                              | 2004.17              | 2005.01              | Daichi Banjou                       | Nobuhiro Sakata              |
| 490   | 道士郎でござる                             | Doshiro de Gozaru                                      | —                                              | 2004.22·23           | 2006.5・6            | Hiroyuki Nishimori                  | —                            |
| 491   | クロザクロ                                 | Kurozakuro                                             | Kurozakuro                                     | 2004.35              | 2006.01              | Yoshinori Natsume                   | —                            |
| 492   | 東遊記                                     | Toyuki                                                 | Toyuki                                         | 2004.38              | 2005.22・23          | Yohei Sakai                         | —                            |
| 493   | ハヤテのごとく!                            | Hayate no Gotoku !                                     | Hayate the Combat Butler                       | 2004.45              | 2017.20              | Kenjiro Hata                        | —                            |
| 493 c | んんん                                     | zzzzz                                                  | 2005                                           | 2005.00              | 2005.00              | zzzzz                               | zzzzz                        |
| 494   | 最強!都立あおい坂高校野球部                | Saikyo! Toritsu Aoizaka Koko Yakyubu                   | —                                              | 2005.06              | 2010.20              | Motoyuki Tanaka                     | —                            |
| 495   | あやかし堂のホウライ                       | Ayakashido Horai                                       | —                                              | 2005.07              | 2005.13              | Tatsuya Kaneda                      | Kazuhiro Fujita              |
| 496   | 兄ふんじゃった!                            | Ani-Funjatta!                                          | —                                              | 2005.09              | 2008.4・5            | Shin Ogasawara                      | —                            |
| 497   | ブリザードアクセル                         | Blizzard Axel                                          | —                                              | 2005.15              | 2007.27              | Nakaba Suzuki                       | —                            |
| 498   | 見上げてごらん                             | Miagete Goran                                          | Tie Break                                      | 2005.16              | 2006.45              | Michiteru Kusaba                    | —                            |
| 499   | うえきの法則プラス                         | The Law of Ueki Plus                                   | —                                              | 2005.19              | 2007.29              | Tsubasa Fukuchi                     | —                            |
| 500   | クロスゲーム                               | Cross Game                                             | Cross Game                                     | 2005.22·23           | 2010.12              | Mitsuru Adachi                      | —                            |
| 501   | ネコなび                                   | Neko Navi                                              | —                                              | 2005.31              | 2007.36・37          | Pero Sugimoto                       | —                            |
| 502   | あいこら                                   | Ai Kora                                                | Love & Collage                                 | 2005.32              | 2008.10              | Kazurou Inoue                       | —                            |
| 503   | 絶対可憐チルドレン                         | Zettai Karen Children                                  | Zettai Karen Children                          | 2005.33              | —                    | Takashi Shiina                      | —                            |
| 503 c | んんん                                     | zzzzz                                                  | 2006                                           | 2006.00              | 2006.00              | zzzzz                               | zzzzz                        |
| 504   | 聖結晶アルバトロス                         | Hijiri Kessho Albatross                                | —                                              | 2006.01              | 2006.51              | Tamiki Wagaki                       | —                            |
| 505   | 地底少年チャッピー                         | Chitei Shonen Chappy                                   | —                                              | 2006.02              | 2006.41              | Naoki Mizuguchi                     | —                            |
| 506   | グランドライナー                           | Grandliner                                             | —                                              | 2006.03·04           | 2006.11              | Masanori Yoshida                    | —                            |
| 507   | ハルノクニ                                 | Harunokuni                                             | —                                              | 2006.12              | 2006.50              | Hiro Nakamichi                      | Myo Hamanaka                 |
| 508   | 妖逆門 (ばけぎゃもん)                      | Bakegyamon                                             | Bakegyamon                                     | 2006.13              | 2007.16              | Kazuhiro Fujita                     | Mitsuhisa Tamura             |
| 509   | 武心 BUSHIN                                | Bushin                                                 | —                                              | 2006.14              | 2007.12              | Daichi Banjou                       | —                            |
| 510   | GOLDEN★AGE                                 | Golden?Age                                             | —                                              | 2006.21·22           | 2009.2・3            | Kazuyuki Samukawa                   | —                            |
| 511   | RANGEMAN                                   | RANGEMAN                                               | —                                              | 2006.27              | 2007.39              | Moritaishi                          | —                            |
| 512   | ダレン・シャン                             | Darren Shan                                            | Darren Shan                                    | 2006.36·37           | 2009.10              | Takahiro Arai                       | —                            |
| 513   | MÄRΩ (オメガ)                              | MÄR Omega                                              | Mär Omega                                      | 2006.39              | 2007.28              | Koichiro Hoshino                    | —                            |
| 514   | 助けて!フラワーマン                        | Tasukete! Flower Man                                   | —                                              | 2006.46              | 2007.01              | Omi Kaneyama                        | —                            |
| 514 c | んんん                                     | zzzzz                                                  | 2007                                           | 2007.00              | 2007.00              | zzzzz                               | zzzzz                        |
| 515   | イフリート〜断罪の炎人〜                   | Ifrit Danzai no Enjin                                  | —                                              | 2007.02·03           | 2008.40              | Masanori Yoshida                    | —                            |
| 516   | ギャンブルッ!                              | Gamble!                                                | —                                              | 2007.04·05           | 2009.16              | Mitsuru Kaga                        | —                            |
| 517   | マリンハンター                             | Marine Hunter                                          | Marine Hunter                                  | 2007.10              | 2008.26              | Shiro Otsuka                        | —                            |
| 518   | お茶にごす。                               | Ocha Nigosu.                                           | —                                              | 2007.18              | 2009.35              | Hiroyuki Nishimori                  | —                            |
| 519   | メテオド                                   | Meteorite Breed                                        | —                                              | 2007.19              | 2008.07              | Haruka Shii                         | —                            |
| 520   | どんぶらこ                                 | Donburako                                              | —                                              | 2007.23              | ?.                   | Bungo Yamashita                     | —                            |
| 521   | 魔王 JUVENILE REMIX                        | Maou Juvenile Remix                                    | Le Prince des ténèbres                         | 2007.27              | 2009.30              | Megumi Osuka                        | Kōtarō Isaka                 |
| 522   | DIVE!!                                     | Dive!!                                                 | —                                              | 2007.28              | 2008.27              | Masahiro Ikeno                      | Eto Mori                     |
| 523   | お坊サンバ!!                               | Obou Samba                                             | —                                              | 2007.29              | 2009.47              | Kousuke Ijima                       | —                            |
| 524   | マリと子犬の物語                           | Mari to Koinu no Monogatari                            | —                                              | 2007.38              | 2007.45              | Yu Tamenaga                         | Shinji Kuwabara/Ikkyo Ono    |
| 525   | クナイ伝                                   | Kunai Den                                              | —                                              | 2007.46              | 2008.32              | Iori Tabasa                         | —                            |
| 526   | 金剛番長                                   | Kongo Bancho                                           | Kongoh Bancho                                  | 2007.47              | 2010.15              | Nakaba Suzuki                       | —                            |
| 526 c | んんん                                     | zzzzz                                                  | 2008                                           | 2008.00              | 2008.00              | zzzzz                               | zzzzz                        |
| 527   | 最上の命医                                 | Saijo no Meii                                          | —                                              | 2008.01              | 2010.13              | Takashi Hashiguchi                  | Kenzou irie                  |
| 528   | LOST+BRAIN                                 | Lost+Brain                                             | Lost Brain                                     | 2008.02·03           | 2008.31              | Akira Ootani                        | —                            |
| 529   | 呪法解禁!! ハイド&クローサー               | Hyde & Closer                                          | Hyde & Closer                                  | 2008.04·05           | 2009.01              | Haro Aso                            | —                            |
| 530   | 月光条例                                   | Gekko Jorei                                            | Moonlight Act                                  | 2008.17              | 2014.19              | Kazuhiro Fujita                     | —                            |
| 531   | オニデレ                                   | Onidere                                                | —                                              | 2008.18              | 2011.12              | Yosuke Crystalna                    | —                            |
| 532   | 神のみぞ知るセカイ                         | Kami nomi zo shiru sekai                               | Que sa volonté soit faite                      | 2008.19              | 2014.21              | Tamiki Wakaki                       | —                            |
| 533   | MIXIM☆11                                   | Mixim 11                                               | Mixim 11                                       | 2008.21·22           | 2011.10              | Nobuyuki Anzai                      | —                            |
| 534   | トラウマイスタ                             | Traumeister                                            | —                                              | 2008.29              | 2009.28              | Atsushi Nakayama                    | —                            |
| 535   | ★★★のスペシャリテ                          | Mitsuboshi no Speciality                               | —                                              | 2008.30              | 2009.30              | Go Yako                             | —                            |
| 536   | アーティスト アクロ                        | Artist Acro                                            | —                                              | 2008.31              | 2009.47              | Ato Sakurai                         | —                            |
| 537   | KING GOLF                                  | King Golf                                              | —                                              | 2008.36·37           | 2011.46              | Sasaki Takeshi                      | —                            |
| 538   | アラタ カンガタリ〜革神語〜                | Arata Kangatari ~Engaku Kougatari~                     | Arata                                          | 2008.44              | —                    | Yū Watase                           | —                            |
| 538 c | んんん                                     | zzzzz                                                  | 2009                                           | 2009.00              | 2009.00              | zzzzz                               | zzzzz                        |
| 539   | はじめてのあく                             | Hajimete no aku                                        | —                                              | 2009.06              | 2012.25              | Shun Fujiki                         | —                            |
| 540   | いつわりびと◆空◆                           | Itsuwari Bito - Utsuho                                 | —                                              | 2009.09              | 2010.11              | Yuki Inuma                          | —                            |
| 541   | やおよろっ!                                | Yaoyoroo!                                              | —                                              | 2009.11              | 2009.26              | Natsumin                            | —                            |
| 542   | DEFENSE DEVIL                              | Defense Devil                                          | —                                              | 2009.19              | 2011.28              | Yang Kyung-il                       | Youn In-Wan                  |
| 543   | 境界のRINNE                                | Kyoukai no Rinne                                       | Rinne                                          | 2009.21·22           | 2017.03·04           | Rumiko Takahashi                    | —                            |
| 544   | マギ                                       | Magi                                                   | Magi                                           | 2009.27              | 2017.46              | Shinobu Otaka                       | —                            |
| 545   | 電脳遊戯クラブ                             | Denno Yuki Club                                        | —                                              | 2009.29              | 2010.50              | Shin Ogasawara                      | —                            |
| 546   | ジオと黄金と禁じられた魔法                 | Jio to Ôgon to Kinjirareta Mahô                        | —                                              | 2009.33              | 2010.09              | Ayumi Kirihata                      | —                            |
| 549   | Tomorrows                                  | Tomorrows                                              | —                                              | 2009.45              | 2010.32              | Shinjin Deguchi                     | —                            |
| 549 c | んんん                                     | zzzzz                                                  | 2010                                           | 2010.00              | 2010.00              | zzzzz                               | zzzzz                        |
| 550   | ツール!                                    | Tsuruu                                                 | —                                              | 2009.49              | 2010.46              | Akira Otani                         | —                            |
| 551   | ARAGO                                      | Arago                                                  | Arago                                          | 2010.04·05           | 2011.43              | Takahiro Arai                       | —                            |
| 552   | 國崎出雲の事情                             | Kunisaki Izumo no Jijo                                 | —                                              | 2010.07              | 2014.17              | Aya Hirakawa                        | —                            |
| 553   | 怪体真書Ø                                  | Kaitai Shinsho 0                                       | Kaitaishinsho Zero - Le livre des monstres     | 2010.14              | 2011.21              | Chiyo Kenmotsu                      | —                            |
| 554   | T.R.A.P.                                   | T.R.A.P.                                               | —                                              | 2010.16              | 2011.15              | Eko Yamatoya                        | —                            |
| 555   | 最上の明医〜ザ・キング・オブ・ニート〜     | Saijo no Meii ~The King of Neet~                       | —                                              | 2010.18              | 2014.06              | Takashi Hashiguchi                  | Kenzou Irie                  |
| 556   | 戦国八咫烏                                 | Sengoku Yatagarasu                                     | —                                              | 2010.25              | 2012.02              | Hirokazu Kobayashi                  | —                            |
| 557   | 鋼鉄の華っ柱                               | Koutetsu no Hanappashira                               | —                                              | 2010.44              | 2012.41              | Hiroyuki Nishimori                  | —                            |
| 558   | 最後は?ストレート!!                        | Saijo wa? Straight!!                                   | —                                              | 2010.47              | 2014.06              | Kazuyuki Samukawa                   | —                            |
| 559   | ちいさいひと 青葉児童相談所物語            | Chiisaihito Aoba Jidou Soudansho Monogatari            | —                                              | 2010.49              | 2012.29              | Jin Kyouchikutou                    | —                            |
| 560   | 喝!!ワシが師匠ぜよ!                        | Washi ga Shishou Zeyo!                                 | —                                              | 2010.51              | 2011.10              | Shin Ogasawara                      | —                            |
| 560 c | んんん                                     | zzzzz                                                  | 2011                                           | 2011.00              | 2011.00              | zzzzz                               | zzzzz                        |
| 561   | 常住戦陣!!ムシブギョー                     | Joujuu Senjin!! Mushibugyo                             | Jinbe Evolution                                | 2011.06              | 2017.43              | Hiroyushi Fukuda                    | —                            |
| 562   | BE BLUES!〜青になれ〜                      | Be Blues! ~Ao ni Nare~                                 | —                                              | 2011.09              | —                    | Motoyuki Tanaka                     | —                            |
| 563   | ノゾミとキミオ                             | Nozomi to Mikio                                        | —                                              | 2011.12              | 2011.14              | Wakou Honna                         | —                            |
| 564   | ポケットモンスター RéBURST                 | Pokémon Réburst                                        | Pokémon Noir et Blanc                          | 2011.12              | 2012.45              | Mitsuhisa Tamura                    | Jin Kusude                   |
| 565   | ランウェイを☆プロデュース!!                | Runway wo ? Produce!!                                  | —                                              | 2011.14              | 2011.20              | Kiyoko Arai                         | —                            |
| 566   | BUYUDEN                                    | BUYUDEN                                                | —                                              | 2011.16              | 2014.09              | Takuya Mitsuda                      | —                            |
| 567   | おすもじっ!◆司の一貫◆                      | Osumojii! Tsukasa no Ikkan                             | —                                              | 2011.17              | 2013.16              | Hirofumi Katou                      | Mitsuru Kaga                 |
| 568   | 銀の匙 Silver Spoon                        | Silver Spoon                                           | Silver Spoon                                   | 2011.19              | 2019.52              | Hiromu Arakawa                      | —                            |
| 569   | -浅丘高校野球部日誌- オーバーフェンス      | Asaoka High School Baseball Club Diary Over Fence      | —                                              | 2011.22·23           | 2011.22·23           | Mitsuru Adachi                      | —                            |
| 570   | 犬部! -ボクらのしっぽ戦記-                 | Inubu! -Bokura no Shippo Senki                         | —                                              | 2011.26              | 2013.32              | Haruki Takakura                     | Yuka Katano                  |
| 571   | GAN☆KON                                    | GAN☆KON                                                | —                                              | 2011.46              | 2012.38              | Kenji Sugawara                      | —                            |
| 572   | アナグルモール                             | Anagle Mole                                            | —                                              | 2011.47              | 2014.06              | Tsubasa Fukuchi                     | —                            |
| 573   | 電波教師                                   | Denpa Kyoushi                                          | Ultimate Otaku Teacher                         | 2011.49              | 2017.18              | Takeshi Azuma                       | —                            |
| 573 c | んんん                                     | zzzzz                                                  | 2012                                           | 2012.00              | 2012.00              | zzzzz                               | zzzzz                        |
| 574   | ひめはじけ                                 | Hime Hajike                                            | —                                              | 2012.10              | 2012.51              | Crystal na Yousuke                  | —                            |
| 575   | AREA D 異能領域                            | Area D Inou Ryouiki                                    | Area D                                         | 2012.15              | 2016.08              | Yang Kyung-il                       | Kyoichi Nanatsuki            |
| 576   | 小悪魔王伝 戦コレ!                         | Koakumaouden Senkore!                                  | —                                              | 2012.19              | 2012.41              | Noriyuki Konishi                    | Kyoichi Nanatsuki            |
| 577   | 正しいコドモの作り方                       | Tadashii Kodomo no Tsukurikata!                        | —                                              | 2012.21·22           | 2013.42              | Kuroda Takayoshi                    | Marita Morita                |
| 578   | なでしこのキセキ 川澄奈穂美物語            | Nadeshiko no Kiseki Kawasumi Nahomi Monogatari         | —                                              | 2012.24              | 2012.28              | Eko Yamatoya                        | —                            |
| 579   | AKB48殺人事件                              | AKB48 Satsujin jiken                                   | —                                              | 2012.31              | 2012.41              | Masaki Gotō                         | Gosho Aoyama                 |
| 580   | Duel Masters Rev.                          | Duel・Masters Revolution                               | —                                              | 2012.39              | 2013.32              | Shinsuke Takahashi                  | Shido Kanzaki                |
| 581   | 姉ログ 靄子姉さんの止まらないモノローグ    | Ane log - Aiko Neesan no Tomaranai Monologue           | —                                              | 2012.42              | 2016.21              | Taniguchi Kenji                     | —                            |
| 582   | ファンタジスタ ステラ                      | Fantasista Stella                                      | —                                              | 2012.45              | 2015.38              | Michiteru Kusaba                    | —                            |
| 583   | ささみさん@がんばらない                    | Sasami-san@Gambaranai                                  | —                                              | 2012.46              | 2013.23              | Akira Nishikawa                     | Akira                        |
| 584   | 終末のラフター                             | Shūmatsu no Laughter                                   | —                                              | 2012.51              | 2013.04・05          | Yellow Tanabe                       | —                            |
| 584 c | んんん                                     | zzzzz                                                  | 2013                                           | 2013.00              | 2013.00              | zzzzz                               | zzzzz                        |
| 585   | キャラクタイムズ                           | Character Times                                        | —                                              | 2013.06              | 2015.34              | Fujiminosuke Yorozuya               | —                            |
| 586   | マジカル☆スターかのん１００％              | Magical Star Kanon 100%                                | —                                              | 2013.15              | 2013.17              | Tamiki Wakaki                       | —                            |
| 587   | NOBELU-演-                                 | Nobelu                                                 | —                                              | 2013.16              | 2014.50              | Ken Yoshida                         | Shinji Nojima                |
| 588   | 超推脳 KEI                                 | Chōsuinō kei                                           | —                                              | 2013.17              | 2014.31              | Yoshiki Tanaka                      | Kazuo Gomi                   |
| 589   | シンドバッドの冒険                         | Sinbad no bōken                                        | Magi                                           | 2013.23              | 2013.30              | Yoshifumi Ohtera                    | Shinobu Otaka                |
| 590   | バードメン                                 | Birdmen                                                | —                                              | 2013.33              | 2020.10              | Yellow Tanabe                       | —                            |
| 591   | 競女!!!!!!!!                               | Keijo!!!!!!!!                                          | —                                              | 2013.34              | 2017.22・23          | Daichi Sorayomi                     | —                            |
| 592   | 国士無双!                                  | Kokushi Musō!                                          | —                                              | 2013.35              | 2014.26              | Kazuki Tajima                       | —                            |
| 593   | 湯神くんには友達がいない                   | Yugami-kun ni wa tomodachi ga inai                     | —                                              | 2013.48              | 2019.25              | Jun Sakura                          | —                            |
| 594   | 氷球姫×常磐木監督の過剰な愛情              | Hyōkyūhime×Tokiwagi Kantoku no Kajō na Aijō            | —                                              | 2013.49              | 2015.18              | Haruka Ono                          | —                            |
| 594 c | んんん                                     | zzzzz                                                  | 2014                                           | 2014.00              | 2014.00              | zzzzz                               | zzzzz                        |
| 595   | クロノ・モノクローム                       | Chrono Monochrome                                      | —                                              | 2014.01              | 2015.01              | Jingetsu Isomi                      | —                            |
| 596   | 今際の国のアリス                           | Imawa no Kuni no Alice                                 | Alice in Borderland                            | 2014.02·03           | 2014.29              | Haro Asô                            | —                            |
| 597   | キリヲテリブレ                             | Kiriwo Terrible                                        | —                                              | 2014.14              | 2015.01              | Hiro Morita                         | —                            |
| 598   | 何もないけど空は青い                       | Nani mo Nai Kedo Sora wa Aoi                           | —                                              | 2014.16              | 2015.38              | Yūki Iinuma                         | Hiroyuki Nishimori           |
| 599   | キャプテン・アース                         | Captain Earth                                          | —                                              | 2014.19              | 2014.45              | Hiroshi Nakanishi                   | —                            |
| 600   | 銀白のパラディン -聖騎士-                  | Ginpaku no Paladin - Seikishi                          | —                                              | 2014.22·23           | 2015.24              | Keisuke Oka                         | —                            |
| 601   | ヘブンズランナーアキラ                     | Heavens Runner Akira                                   | —                                              | 2014.24              | 2015.48              | Hikaru Nikaidou                     | —                            |
| 602   | ノゾ×キミ -2年生編-                        | Nozo x Kimi - 2-nen-sei-hen                            | —                                              | 2014.26              | 2015.20              | Honna Wakou                         | —                            |
| 603   | EとT。〜えいがとてんし。〜                 | Eiga to Tenshi                                         | —                                              | 2014.27              | 2015.34              | Ippei Nekosuna                      | —                            |
| 604   | だがしかし                                 | Dagashi Kashi                                          | —                                              | 2014.30              | 2018.20              | Kotoyama                            | —                            |
| 605   | サイケまたしても                           | Saike Mata Shitemo                                     | —                                              | 2014.32              | 2019.04·05           | Tsubasa Fukuchi                     | —                            |
| 606   | 戦争劇場                                   | Sensou Gejikou                                         | —                                              | 2014.36·37           | 2015.45              | Dousei Fujiko                       | —                            |
| 607   | デジコン                                   | Dezicon                                                | —                                              | 2014.40              | 2015.15              | Tomohito Oda                        | —                            |
| 608   | おいしい神しゃま                           | Oishii Kamishama                                       | —                                              | 2014.43              | 2015.48              | Tōru Fujisawa                       | —                            |
| 609   | 今際の国のアリス だいやのきんぐ            | Imawa no Kuni no Alice: Daiya no King                  | —                                              | 2014.46              | 2015.10              | Haro Aso                            | —                            |
| 609 c | んんん                                     | zzzzz                                                  | 2015                                           | 2015.00              | 2015.00              | zzzzz                               | zzzzz                        |
| 610   | トキワ来たれり!!                           | Tokiwa Kitareri                                        | —                                              | 2015.01              | 2017.28              | Shun Matsuena                       | —                            |
| 611   | ドリー・マー                               | Drea. Mer.                                             | —                                              | 2015.02·03           | 2015.40              | Bakohajime                          | —                            |
| 612   | 天使とアクト!!                             | Tenshi to Akuto!!                                      | —                                              | 2015.04·05           | 2018.27              | Aya Hirakawa                        | —                            |
| 613   | レタス2個分のステキ                        | Ritasu 2-kobun no suteki                               | —                                              | 2015.06              | 2015.46              | Hikaru Tanaka                       | —                            |
| 614   | リオンさん,迷惑です。                      | Rion-san, Meiwakadesu.                                 | —                                              | 2015.07              | 2015.42              | Urayama Shinya                      | —                            |
| 615   | さえずり高校OK部!                          | Saezuri high school OK-bu!                             | —                                              | 2015.08              | 2015.47              | Isshiki Miho                        | —                            |
| 616   | メジャーセカンド                           | Major 2nd                                              | —                                              | 2015.15              | —                    | Takuya Mitsuda                      | —                            |
| 617   | 今際の国のアリス                           | Imawa no Kuni no Arisu                                 | Alice in Borderland                            | 2015.19              | 2016.14              | Haro Aso                            | —                            |
| 618   | なのは洋菓子店のいい仕事                   | Nanoha Yougashiten no Ii Shigoto                       | —                                              | 2015.19              | 2016.48              | Tamiki Wakaki                       | —                            |
| 619   | Tutti!                                     | Tutti!                                                 | —                                              | 2015.22·23           | 2015.52              | Ryo Katagiri                        | —                            |
| 620   | アンペア                                   | And-Pair                                               | —                                              | 2015.27              | 2016.02              | Gōta Yamanaka                       | Yusuke Hori                  |
| 621   | キャラクタイムズゴールデン                 | Character Times Golden                                 | —                                              | 2015.35              | 2016.30              | Fujiminosuke Yorozuya               | —                            |
| 622   | アド アストラ ペル アスペラ                | Ad Astra per Aspera                                    | —                                              | 2015.40              | —                    | Kenjiro Hata                        | —                            |
| 623   | 暁の暴君                                   | Akatsuki no bōkun                                      | —                                              | 2015.45              | 2016.42              | Iori                                | —                            |
| 624   | 初恋ゾンビ                                 | Hatsukoi Zombie                                        | —                                              | 2015.46              | 2019.17              | Ryou Minenami                       | —                            |
| 625   | ニッペン!                                  | Nippen!                                                | —                                              | 2015.49              | 2016.17              | Akira Otani                         | —                            |
| 625 c | んんん                                     | zzzzz                                                  | 2016                                           | 2016.00              | 2016.00              | zzzzz                               | zzzzz                        |
| 626   | 天野めぐみはスキだらけ!                    | Amano Megumi wa Sukidarake!                            | —                                              | 2016.03              | —                    | Nekoguchi                           | —                            |
| 627   | ふれるときこえる                           | Fureru to Kikoeru                                      | —                                              | 2016.04·05           | 2016.45              | Wakou Honna                         | —                            |
| 628   | 柊様は自分を探している。                   | Hiiragi-sama wa Jibun o Sagashiteiru                   | —                                              | 2016.10              | 2018.05·06           | Hiroyuki Nishimori                  | —                            |
| 629   | 双亡亭壊すべし                             | Sōbōtei Kowasubeshi                                    | —                                              | 2016.17              | —                    | Kazuhiro Fujita                     | —                            |
| 630   | サンデー非科学研究所                       | Sandē hi Kagakukenkyūjo                                | —                                              | 2016.19              | 2017.45              | Yuji Yokoyama                       | —                            |
| 631   | あおざくら 防衛大学校物語                  | Aozakura: Bouei Daigakukou Monogatari                  | —                                              | 2016.22·23           | —                    | Hikaru Nikaidou                     | —                            |
| 632   | 魔王城でおやすみ                           | Maōjō de Oyasumi                                       | —                                              | 2016.24              | —                    | Kagiji Kumanomata                   | —                            |
| 633   | 古見さんは、コミュ症です。                 | Komi-san wa, Komyushou desu.                           | —                                              | 2016.25              | —                    | Tomohito Oda                        | —                            |
| 634   | 鬼ヲ辿リテ幾星霜                           | Oni wo Tadorite Ikuseisou                              | —                                              | 2016.26              | 2017.15              | Usagichu Shinkokorozashi            | —                            |
| 635   | RYOKO                                      | RYOKO                                                  | —                                              | 2016.47              | 2019.30              | Kaito Mitsuhashi                    | —                            |
| 636   | だめてらすさま。                           | Dameterasu-sama.                                       | —                                              | 2016.48              | 2017.27              | Shun Fujiki                         | —                            |
| 636 c | んんん                                     | zzzzz                                                  | 2017                                           | 2017.00              | 2017.00              | zzzzz                               | zzzzz                        |
| 637   | 舞妓さんちのまかないさん                   | Maiko-san chi no Makanai-san                           | —                                              | 2017.05·06           | —                    | Aiko Koyama                         | —                            |
| 638   | 天翔のクアドラブル                         | Tenshō no Quadrable                                    | —                                              | 2017.19              | 2018.08              | Takahiro Arai                       | —                            |
| 639   | 保安官エヴァンスの嘘〜DEAD OR LOVE〜       | Hoankan Evans no Uso: Dead or Love                     | —                                              | 2017.20              | —                    | Mizuki Kuriyama                     | —                            |
| 640   | 第九の波濤                                 | Daiku no Hatou                                         | —                                              | 2017.21              | —                    | Michiteru Kusaba                    | —                            |
| 641   | 妖怪ギガ                                   | Youkai Giga                                            | —                                              | 2017.22·23           | —                    | Satsuki Satou                       | —                            |
| 642   | キング・オブ・アイドル                     | King of Idol                                           | —                                              | 2017.24              | 2018.44              | Tamiki Wakaki                       | —                            |
| 643   | 隕石少女 -メテオガール-                    | Inseki Shōjo                                           | —                                              | 2017.25              | 2018.09              | Riichi Ishiyama                     | —                            |
| 644   | シノビノ                                   | Shinobi no                                             | —                                              | 2017.33              | 2018.43              | Rokurou Ogaki                       | —                            |
| 645   | 彼女の産みたて生卵                         | Kanojo no Umitate Namatamago                           | —                                              | 2017.50              | 2017.52              | Kurachi Chihiro                     | —                            |
| 645 c | んんん                                     | zzzzz                                                  | 2018                                           | 2018.00              | 2018.00              | zzzzz                               | zzzzz                        |
| 646   | 探偵ゼノと7つの殺人密室                    | Tantei Xeno to Nanatsu no Satsujin Misshitsu           | —                                              | 2018.01              | 2019.33              | Teppei Sugiyama                     | Kyōichi Nanatsuki            |
| 647   | マリーグレイブ                             | Marry Grave                                            | —                                              | 2018.03·04           | 2019.07              | Hidenori Yamaji                     | —                            |
| 648   | 十勝ひとりぼっち農園                       | Tokachi Hitoribocchi Nouen                             | —                                              | 2018.01              | —                    | Yokoyama Yūji                       | —                            |
| 649   | 蒼穹のアリアドネ                           | Sōkyū no Ariadone                                      | Ariadne, l'empire céleste                      | 2018.02              | —                    | Norihiro Yagi                       | —                            |
| 650   | トニカクカワイイ                           | Tonikaku Kawaii                                        | —                                              | 2018.12              | —                    | Kenjiro Hata                        | —                            |
| 651   | 君は008                                    | Kimi wa 008                                            | —                                              | 2018.13              | —                    | Syun Matsuena                       | —                            |
| 652   | メメシス                                   | Memesis                                                | —                                              | 2018.14              | 2019.09              | Takuya Yakyū                        | —                            |
| 653   | 5分後の世界                                | Gofun-go no Sekai                                      | —                                              | 2018.22·23           | 2019.41              | Hiroshi Fukuda                      | —                            |
| 654   | スイッチ                                   | switch                                                 | —                                              | 2018.20              | —                    | Atsushi Namikiri                    | —                            |
| 655   | クロノマギア 時の召喚者と白刃の花嫁        | Chrono Ma:gia:Toki no Shōkansha to Shiraha no Hanayome | —                                              | 2018.21              | 2018.29              | Fujiko Dosei                        | —                            |
| 656   | 名探偵コナン ゼロの日常                    | Meitantei Konan Zero No Nichijō                        | —                                              | 2018.24              | —                    | Takahiro Arai                       | Gosho Aoyama                 |
| 657   | クロノマギア ∞の歯車                       | Chrono Ma:gia: Mugen no Haguruma                       | —                                              | 2018.49              | 2019.40              | Azuma Takeshi                       | Kawamoto Homura, Muno Hikaru |
| 657 c | んんん                                     | zzzzz                                                  | 2019                                           | 2019.00              | 2019.00              | zzzzz                               | zzzzz                        |
| 658   | 妹りれき                                   | Imouto Rireki                                          | —                                              | 2019.02·03           | 2019.21·22           | Kei Nishimura                       | —                            |
| 659   | FIRE RABBIT!!                              | FIRE RABBIT!!                                          | —                                              | 2019.04·05           | 2020.20              | Aya Hirakawa                        | —                            |
| 660   | アノナツ-1959-                             | Anonatsu -1959-                                        | —                                              | 2019.06              | 2019.32              | Ashibi Fukui                        | —                            |
| 661   | 水女神は今日も恋をするか？                 | Undine of the Desert World                             | —                                              | 2019.07              | 2019.34              | Shinya Mizu                         | —                            |
| 662   | ポンコツちゃん検証中                       | Ponkotsu-chan Kenshouchuu                              | —                                              | 2019.21·22           | —                    | Tsubasa Fukuchi                     | —                            |
| 663   | マオ                                       | MAO                                                    | —                                              | 2019.23              | —                    | Rumiko Takahashi                    | —                            |
| 664   | ゆこさえ戦えば                             | Yuko Sae Tatakaeba                                     | —                                              | 2019.24              | 2020.11              | Sei Fukui                           | —                            |
| 665   | ケモノたちの夜                             | Nokemono-tachi no Yoru                                 | —                                              | 2019.36·37           | —                    | Makoto Hoshino                      | —                            |
| 666   | よふかしのうた                             | Yofukashi no Uta                                       | —                                              | 2019.39              | —                    | Kotoyama                            | —                            |
| 667   | 名探偵コナン 警察学校編 Wild Police Story  | Meitantei Konan Keisatsu Gakkō-hen Wild Police Story   | —                                              | 2019.44              | 2020.51              | Takahiro Arai                       | Gosho Aoyama                 |
| 668 c | んんん                                     | zzzzz                                                  | 2020                                           | 2020.00              | 2020.00              | zzzzz                               | zzzzz                        |
| 669   | 嘘月－ウソツキ－                           | Usotsuki                                               | —                                              | 2020.01              | 2020.40              | Minami                              | —                            |
| 670   | PingKong                                   | PingKong                                               | —                                              | 2020.02·03           | 2020.17              | Comic Jackson                       | —                            |
| 671   | 洗脳執事                                   | Senno Shitsuji                                         | —                                              | 2020.04·05           | 2020.21              | Wakabi Asayama                      | —                            |
| 672   | 葬送のフリーレン                           | Sōsō no Frieren                                        | Frieren                                        | 2020.22·23           | —                    | Tsukasa Abe                         | Kanehito Yamada              |
| 673   | いとやんごとなき                           | Itoyan goto naki                                       | —                                              | 2020.24              | —                    | Komatsu Shouta                      | —                            |
| 674   | 龍と苺                                     | Ryū to Ichigo                                          | —                                              | 2020.25              | —                    | Yanamoto Mitsuharu                  | —                            |
| 675   | イケ田くん                                 | Ikeda-kun                                              | —                                              | 2020.26              | 2020.45              | Atsumi Takeru                       | —                            |
| 675   | 今際の国のアリス RETRY                     | Imawa no Kuni no Arisu Retray                          | Alice in Borderland RETRY                      | 2020.46              | 2021.08              | Haro Aso                            | —                            |
| 675 c | んんん                                     | zzzzz                                                  | 2021                                           | 2021.00              | 2021.00              | zzzzz                               | zzzzz                        |
| 676   | バイロケーターズ                           | Bilocators                                             | —                                              | 2021.22・23          | —                    | Kyōsuke Tanabe                      | —                            |
| 677   | かけあうつきひ                             | Kakeau Tsukihi                                         | —                                              | 2021.24              | —                    | Sei Fukui                           | —                            |
| 678   | はじめラブコメ オガベベ                    | World's First Romcom: Oga & Bebe                       | —                                              | 2021.36・37          | —                    | Boy Okiraku                         | —                            |
| 679   | 影と影                                     | Kage to Kage                                           | —                                              | 2021.40              | 2021.42              | Watari                              | —                            |
| 680   | 義父のプリズム                             | Gifu no Prism                                          | —                                              | 2021.43              | —                    | Yutaka                              | —                            |
| 681   | ギニーピッグと運び屋                       | Guinea Pig to Hakobi-ya                                | —                                              | 2021.46              | 2021.49              | Lisa Amano                          | —                            |
| 682   | シブヤニアファミリー                       | Shibuya Nia Famirī                                     | Shibuya Near Family                            | 2021.48              | —                    | Kōji Kumeta                         | —                            |
| 683 c | んんん                                     | zzzzz                                                  | 2022                                           | 2022.00              | 2022.00              | zzzzz                               | zzzzz                        |
| 683   | 白山と三田さん                             | Shiroyama to Mita                                      | —                                              | 2022.02・03          | —                    | Yuhei Kusakabe                      | —                            |
| 684   | 帝乃三姉妹は案外、チョロい。               | Mikadono-san Shimai wa Angai Choroi                    | —                                              | 2022.04・05          | —                    | Aya Hirakawa                        | —                            |
| 685   | タイフウリリーフ                           | Taifu Rirīfu                                           | Typhoon Relief                                 | 2022.06              | 2022.45              | Yomogi Mogi                         | —                            |
| 686   | タイフウリリーフ                           | Reddo Burū                                             | Red Blue                                       | 2022.07              | —                    | Atsushi Namikiri                    | —                            |
| 687   | ラストカルテ―法獣医学者 当麻健匠の記憶―    | Rasuto Karute Hōjūi Gakusha Tōma Kenshō no Kioku       | Last Karte: Hōjūi Gakusha Tōma Kenshō no Kioku | 2022.08              | —                    | Wakabi Asayama                      | —                            |
| 688   | 妖夫婦浪漫                                 | Ayakashi Meoto Roman                                   | —                                              | 2022.15              | 2022.17              | Minami                              | —                            |
| 689   | {{{clé_kanji}}}/                           | Borē Borē                                              | Volley Volley                                  | 2022.20              | —                    | Tsubasa Fukuchi                     | —                            |
| 690   | ボレーボレー                               | GOLDEN SPIRAL                                          | —                                              | 2022.21              | —                    | Kawabatao                           | —                            |
| 691   | このマンガのヒロインは守崎あまねです。     | Kono Manga no Hiroin wa Morisaki Amane Desu.           | Kono Manga no Heroine wa Morisaki Amane desu.  | 2022.22・23          | —                    | Nekoguchi                           | —                            |
| 692   | ラブコメクエスト                           | Rabu Kome Kuesuto                                      | Romantic Comedy Quest                          | 2022.24              | 2022.46              | mmk                                 | —                            |
| 693   | 朱月事変                                   | Akatsuki Jihen                                         | —                                              | 2022.43              | —                    | Chigusa Ichihara                    | —                            |
| 694   | ビグネス参式                               | Bigunesu Sanshiki                                      | Vigness Sanshiki                               | 2022.44              | —                    | Katsurō                             | —                            |
| 695   | 双影双書                                   | Sōei Sōsho                                             | —                                              | 2022.45              | —                    | Erika Funamoto                      | —                            |
| 696   | 九龍城でもう一度                           | Kyūryū jō de Mōichido                                  | Kowloon jō de Mōichido                         | 2022.46              | —                    | Sanshi Fujita                       | —                            |